# Anciens indicatifs téléphoniques à Paris
Pendant plus d'un demi-siècle, de 1912 à 1963, le préfixe des numéros de téléphone de Paris et d'une grande partie de sa banlieue est un nom de lieu ou de personne. Avec l'apparition de l'automatique en 1928, on compose sur le cadran les trois premières lettres de l'indicatif (d'où son nom de littéral) suivies de deux nombres de deux chiffres (numéros du central et de l'abonné).
Les indicatifs littéraux induisent une combinaison alphanumérique qui imprègne durablement la mémoire collective parisienne (telle l'Horloge parlante à Odéon 84.00). Mais étroitement liés à la toponymie, ils en reflètent aussi les disparités sociales : des abonnés de Princesse et de Villette n'appartiennent pas au même milieu...
Leurs limites (un choix restreint ; des confusions visuelles ou auditives ; une connotation affective parfois problématique) entraînent leur remplacement par des chiffres en octobre 1963. En dépit d'aménagements successifs, la numérotation téléphonique actuelle porte encore la trace des indicatifs littéraux - témoins désormais muets d'une époque révolue.

## Les origines

### Lettres-indices (1879)
À Paris, le téléphone apparaît le 30 septembre 1879. Son développement rapide nécessite, dès la fin du XIXe siècle, la création d'une douzaine de centraux téléphoniques. Chaque abonné est rattaché à un bureau, primitivement désigné par une lettre de l'alphabet allant de A à O, dite lettre-indice (le J et le N ne sont pas attribués, probablement pour éviter toute confusion, auditive ou visuelle, avec le I et le M). Les bureaux téléphoniques reçoivent assez tôt - quoique officieusement - un nom représentatif correspondant à leur emplacement ou au quartier qu'ils desservent. L'ordre alphabétique parcourt Paris en sens elliptique : partant du centre, il balaie la rive droite d'ouest en est, puis la rive gauche dans le sens inverse, pour revenir au centre :
- Avenue de l'Opéra, 27 (bureau A) ;
- Avenue de Wagram, 62 ; primitivement Rue de Logelbach, 4 (bureau B) :
- Quai de Seine, 2 ; primitivement Boulevard de la Villette, 204 (bureau C) ;
- Place de la République, 10 (bureau D) ;
- Rue de Lyon, 24 et 26 (bureau E) ;
- Avenue des Gobelins, 20 (bureau F) ;
- Boulevard Saint-Germain, 183 (bureau G) ;
- Rue Lecourbe, 123 (bureau H) ;
- Rue de Passy, 80 (bureau I) ;
- Rue Gutenberg (poste central ouvert en 1894 ; bureau K) ;
- Rue Lafayette, 42 (bureau L) ;
- Rue Étienne Marcel, 25 (bureau M) ;
- Rue d'Anjou, 65 (primitivement Rue d'Anjou-Saint-Honoré ; bureau O).

### Numéros de série (1896)
En 1896, les 13 lettres-indices sont remplacées par des numéros de série à 3 chiffres (100 à 900. Une carte du réseau téléphonique de Paris, insérée dans les annuaires de 1906 et 1907, met en évidence un découpage en 7 circonscriptions, dotées chacune d'un poste (ou bureau) central relié à tous les autres (le bureau Gutenberg recevant, en outre, les lignes interurbaines de longue distance).

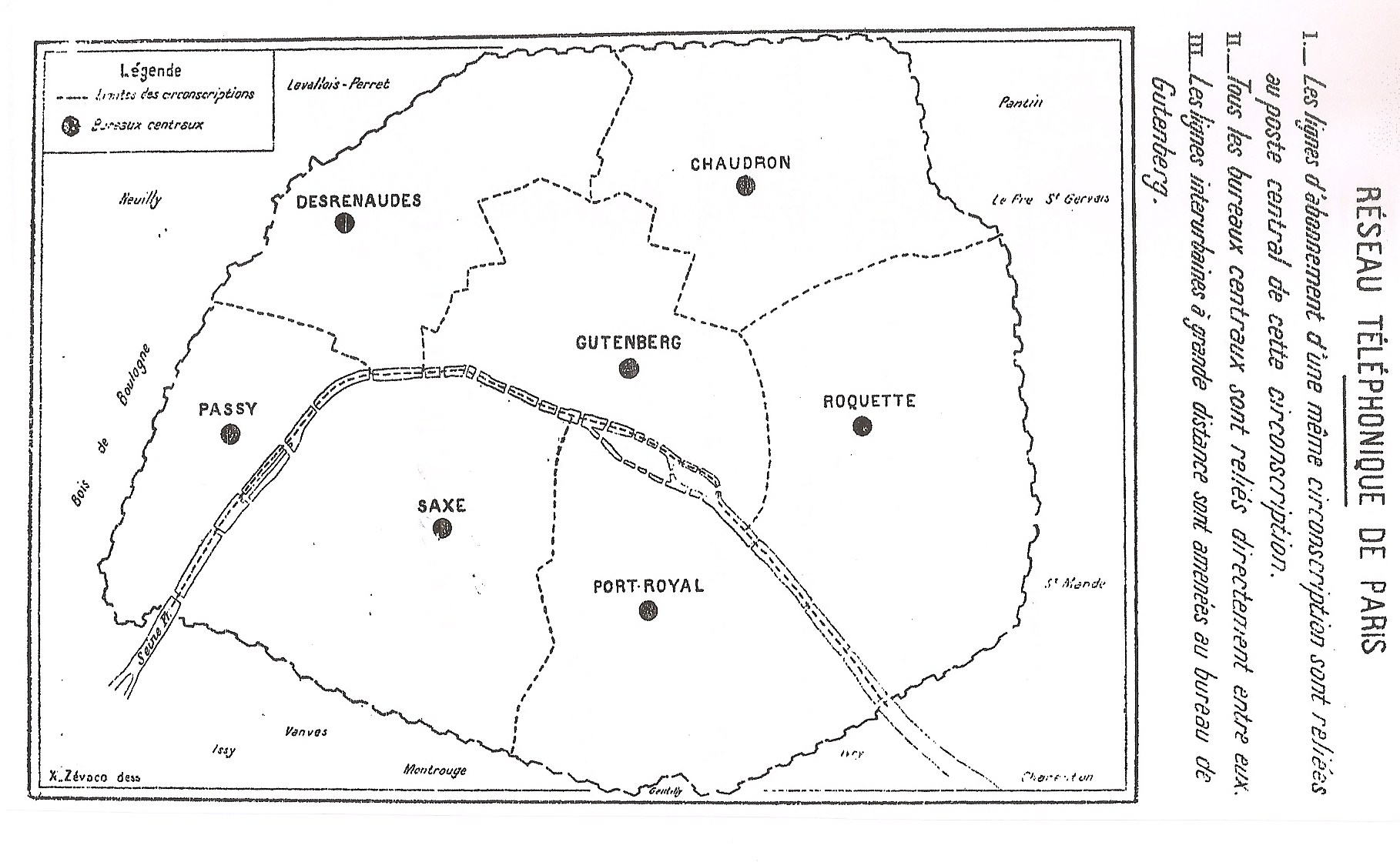
Réseau téléphonique de Paris en 1906. Bibliothèque historique des Postes et des Télécommunications (BHPT).

Comme pour les anciennes lettres, la distribution se fait en colimaçon et commence au centre ; mais elle chemine en sens inverse - d'est en ouest sur la rive droite, puis à rebours sur la rive gauche (à partir de Saxe), pour revenir rive droite (avec Roquette) et finir au centre (quand la série 1000 sera ultérieurement mise en service au central Gutenberg). Les centraux portent le nom de la voie où ils se situent (seuls les bureaux Gutenberg et Passy conservent leur nom primitif) :
- Gutenberg (séries 100, 200 et 300 et 1000 ; ex bureaux A, K, L, M et O) ;
- Chaudron (série 400 ; ex bureaux C et D) ;
- Desrenaudes (série 500 ; ex bureau B) ;
- Passy (série 600 ; ex bureau I) ;
- Saxe (série 700 ; ex bureaux G et H) ;
- Port-Royal (série 800 ; ex bureau F) ;
- Roquette (série 900 ; ex bureau E).

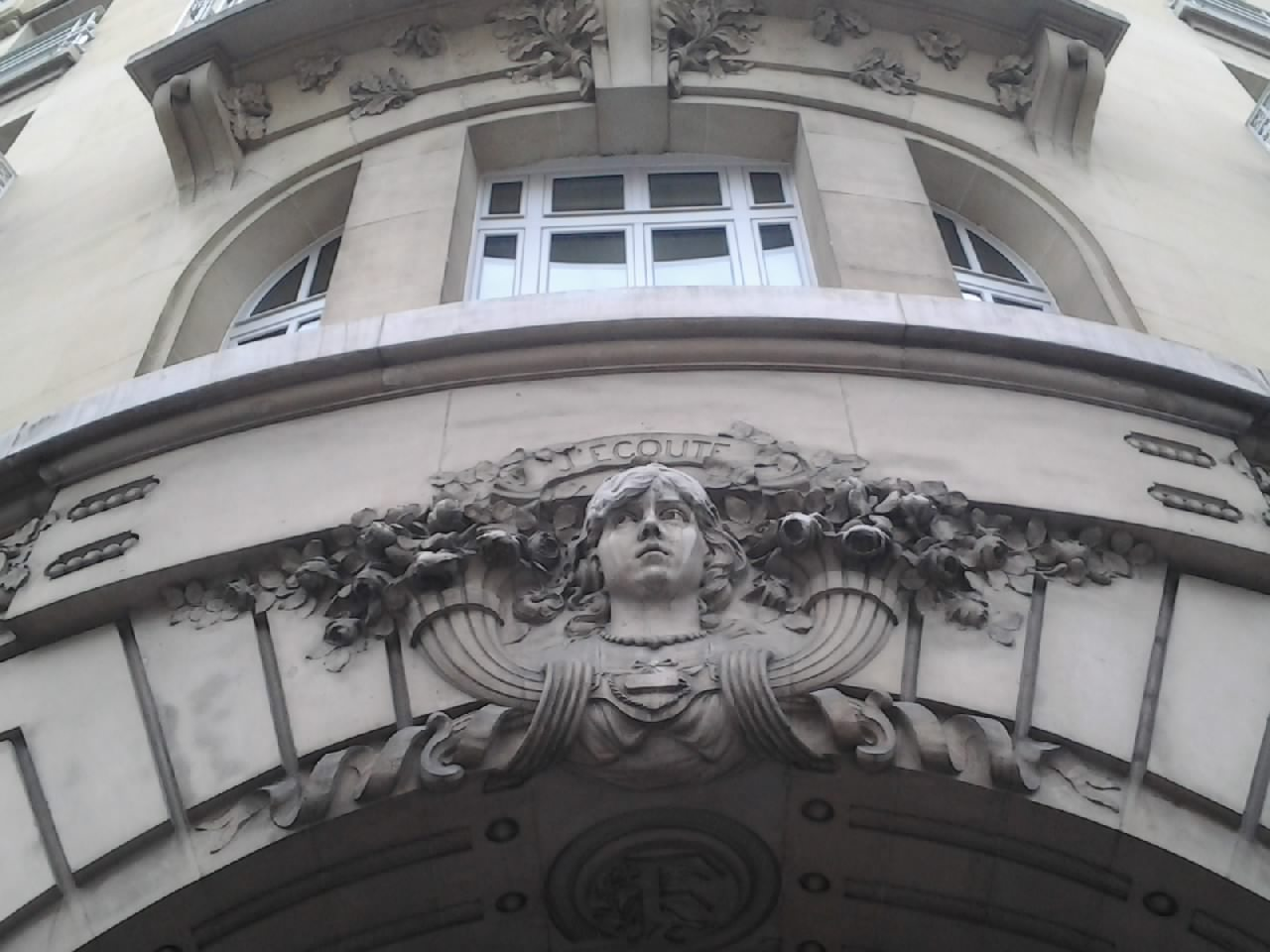
Central téléphonique Littré (Paris 6e). Détail de la façade. Portrait d'une demoiselle des téléphones portant son casque à l'oreille droite, surmonté de l'inscription J'écoute dans un phylactère. Au cartouche inférieur, la lettre F (répétée aux étages dans les ferronneries des barres d'appui) désigne Fleurus, nom primitif du central. Juillet 2017.

À l'origine, l'abonné n'est identifié que par son nom de famille (complété éventuellement de son prénom et de sa profession), son adresse et son bureau de rattachement. En 1896, chaque abonné reçoit un numéro à 5 chiffres (les 3 chiffres de la série + 2 chiffres équivalant à un numéro d'ordre) ; en 1910, on atteint les 6 chiffres avec la série 1000 (4 + 2). Le procédé consistant à numéroter des personnes est jugé cavalier… Pour autant, une numérotation exclusivement chiffrée n'est pas dans l'air du temps : on craint (à tort, comme le montrera l'exemple berlinois) que le public ne puisse retenir une trop longue série de chiffres. En outre, à une époque encore fortement marquée par les distinctions sociales, sans doute paraît-il nécessaire de ne pas s'affranchir d'une toponymie parisienne révélatrice de sa population.
Les bureaux téléphoniques fonctionnent de 7 heures à 19 heures. Une armée d'opératrices (les célèbres demoiselles du téléphone), assises côte-à-côte devant un buffet aussi long que haut (le multiple), reçoivent les communications (en prononçant non pas « Allô » mais « J'écoute ») et établissent les liaisons à une cadence ininterrompue. Gérant chacune quelque 100 abonnés, elles branchent et débranchent constamment les jacks sous le regard d'un surveillant. Leur travail est éreintant (les fiches, qui se décrochent régulièrement des prises du tableau, les obligent constamment à se lever puis se rasseoir) et nerveusement épuisant (elles font l'objet d'une surveillance médicale et doivent se reconvertir très tôt). Leur rendement ne peut excéder les forces humaines ; toutefois le record atteint 400 connexions par heure, soit une toutes les 10 secondes

### Indicatifs manuels (1912)
À partir du 1er octobre 1912, le numéro de téléphone devient le nom du central de rattachement suivi de deux groupes de deux chiffres (ou, plus rarement, d'un chiffre suivi de deux autres), le premier groupe correspondant au central, le second à l'abonné. Dès lors, si l'appelé dépend du même bureau que l'appelant, ce dernier ne compose au cadran que les quatre (ou trois) chiffres, sans solliciter la téléphoniste : ce sont les prémices de l'automatique.
Les 13 centraux s'appellent alors :
- Archives (ex série 1000) ;

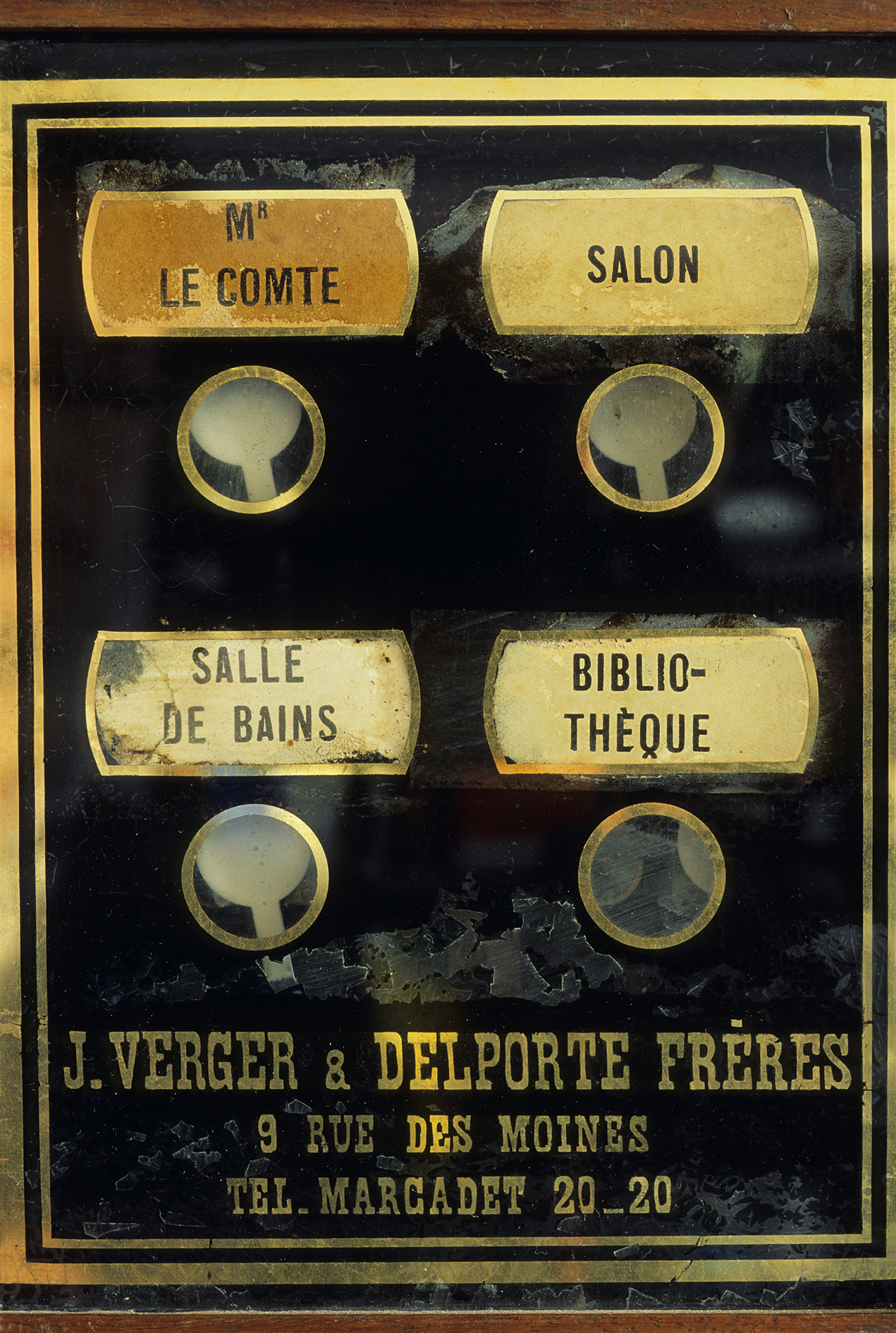
Ancien signal d'appel intérieur d'hôtel particulier.

- Bergère (nouvelle circonscription) ;
- Central (ex série 200) ;
- Gobelins (ex Port-Royal ; ex série 800) ;
- Gutenberg (ex série 100) ;
- Louvre (ex série 300) ;
- Marcadet (nouvelle circonscription) ;
- Nord (ex Chaudron ; ex série 400) ;
- Passy (ex série 600) ;
- Roquette (ex série 900) ;
- Saxe (ex série 700) ;
- Trudaine (nouvelle circonscription) ;
- Wagram (ex Desrenaudes ; ex série 500).

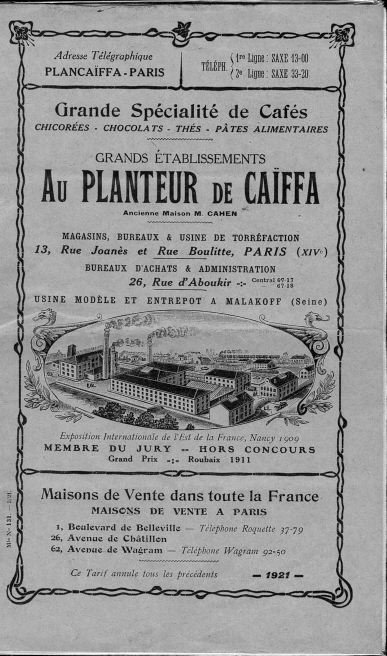
Catalogue "Au Planteur de Caïffa". 1921.

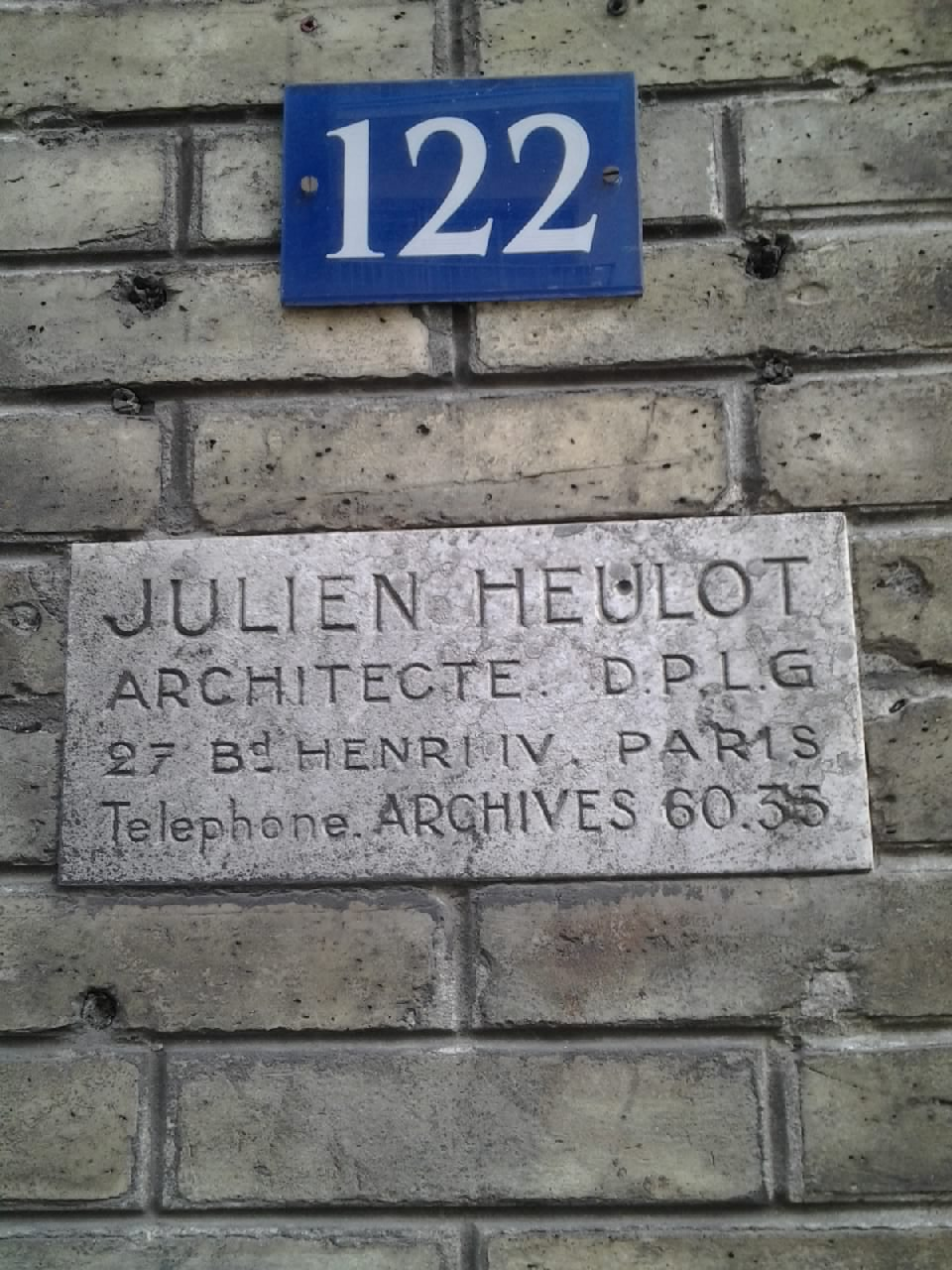
Plaque professionnelle d'un architecte parisien. Saint-Maur-des-Fossés (Val-de-Marne), 122 boulevard de Champigny (ex 82). Avril 2014.

En avril 1928, six mois avant la mise en service de l'automatique, 31 centraux (contre 17 en 1921) desservent Paris :
- Anjou ;
- Archives ;
- Auteuil ;
- Botzaris ;
- Carnot ;
- Central ;
- Combat ;
- Danton ;
- Diderot ;
- Élysées[4] ;
- Galvani ;
- Gobelins ;
- Gutenberg ;
- Invalides ;
- Kléber ;
- Laborde ;
- Littré (ex Fleurus) ;
- Louvre ;
- Marcadet ;
- Ménilmontant ;
- Nord ;
- Opéra ;
- Passy ;
- Provence (ex Bergère) ;
- Richelieu ;
- Roquette ;
- Ségur (ex Saxe) ;
- Trudaine ;
- Turbigo ;
- Vaugirard ;
- Wagram.

Trois centraux ont changé de nom :
- Bergère (en service de 1912 à 1926 - devenu Provence) ;
- Fleurus (en service de 1914 à 1927 - devenu Littré) ;
- Saxe (en service de 1912 à 1923 - devenu Ségur).

Fleurus se prêtait à une abréviation de quatre lettres plutôt que de trois. L'abandon de Saxe s'explique aisément par une germanophobie exacerbée après la Première Guerre mondiale. Mais la suppression de Bergère se justifie mal.

### Indicatifs automatiques (1928)
À partir du 22 septembre 1928 à 22 heures, les abonnés du central Carnot peuvent joindre, par l'automatique, n'importe quel correspondant parisien en composant son numéro de téléphone, soit un préfixe formé des trois premières lettres du nom du central (appelé indicatif littéral) suivi de quatre chiffres (2 + 2). L'opératrice n'est plus sollicitée que pour obtenir la province (interurbain, régional) ou l'étranger (international).
Le cadran du téléphone des nouveaux appareils comporte, sur le modèle de celui du Royaume-Uni, l'alphabet complet (sauf le Z) superposé aux chiffres, imprimé sur un disque rotatif. Le 1 étant réservé aux services, les lettres sont distribuées par groupes de trois pour la plupart, selon la répartition suivante :
| CHIFFRE | LETTRE |
| ------- | ------ |
| 1       | —      |
| 2       | A B C  |
| 3       | D E F  |
| 4       | G H I  |
| 5       | J K L  |
| 6       | M N    |
| 7       | P R S  |
| 8       | T U V  |
| 9       | W X Y  |
| 0       | O Q    |

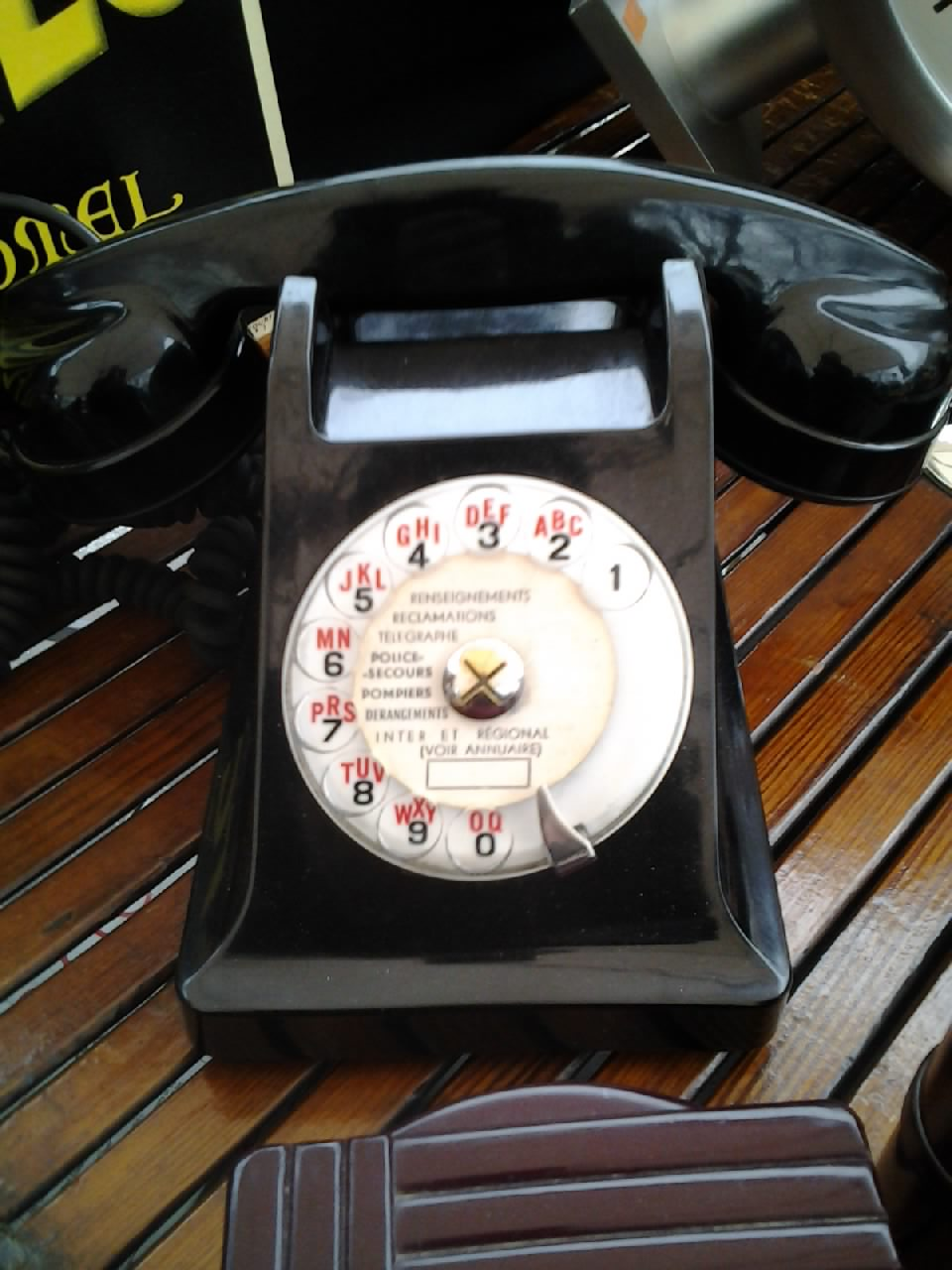
Ancien appareil à disque rotatif.

À l'initiale, cinq lettres ne seront jamais utilisées (H, Q, U, X et Y) ; trois resteront sous-employées (J à Jasmin et Jussieu ; K à Kellermann et Kléber ; W à Wagram).
L'automatisation du réseau parisien intra-muros prend 10 ans. Quasiment terminée en 1935, elle s'achève à Central en 1938.
Dès 1929, on prend l'habitude d'écrire les numéros de téléphone en faisant ressortir les trois premières lettres de l'indicatif soit en majuscules (le reste étant laissé en minuscules), soit en lettres grasses (et la suite en maigre) : par exemple BALzac 00.01 ou Balzac 00.01. À partir du milieu des années 1940, pour soulager la tâche des imprimeurs et typographes, on n'indique plus que les trois premières lettres (suivies, au début, d'un point indiquant l'abréviation) en capitales d'imprimerie (BAL 00.01). Cette formulation présente l'avantage de correspondre exactement à la combinaison composée sur le cadran.
Au fil des ans, certaines appellations disparaissent :

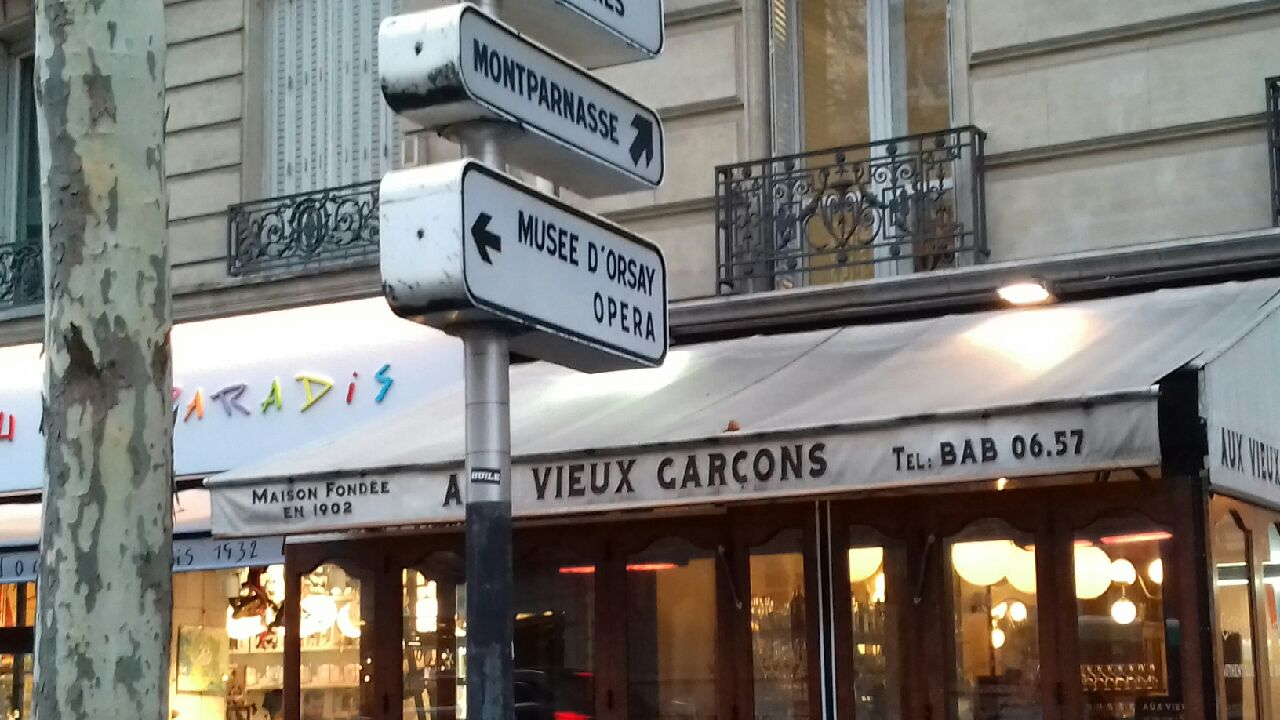
Café-restaurant 213 boulevard Saint-Germain (Paris 7e).
Janvier 2019.

- Bac (en service de 1944 à 1946 - devenu Babylone) ;
- Caumartin (en service de 1933 à 1937) ;
- Copernic (en service de 1947 à 1954) ;
- Glacière (en service de 1932 à 1937) ;
- Médéric (en service de 1948 à 1950 - un record de brièveté !) ;
- Sébastopol (en service de 1957 à 1961).

Parmi les indicatifs planifiés pour les années 1934-1935, trois projets n'aboutiront pas :
- Lorette ;
- Madeleine ;
- Niel.

Nom d'une rue du 7e arrondissement, Bac - déjà desservi par sa monosyllabie, comme le non-retenu Niel - évoquait imparfaitement le 6e arrondissement, erreur que corrigera Babylone. La disparition de Caumartin se justifie sans doute par une méconnaissance orthographique ayant entraîné la composition abusive de Combat. Pour la même raison, Lorette risquait d'être formulé LAU. Médéric est victime de la rime avec son aîné Copernic, qui disparaîtra à son tour quelques années plus tard, la confusion s'étant probablement installée...
Par contre, on comprend mal l'abandon d'indicatifs aussi satisfaisants que Glacière ou Sébastopol, voire d'un projet aussi viable que Madeleine (peut-être victime de sa connotation confessionnelle).
Pour répondre à l'impératif de notoriété qui guide le choix des indicatifs (voir infra), plusieurs d'entre eux prennent le nom officiel d'un arrondissement parisien (Louvre ; Élysée(s) ; Opéra ; Gobelins ; Vaugirard ; Passy ; Batignolles(-Monceaux) ; (Butte-)Montmartre ; Ménilmontant - soit près de la moitié) ou d'un quartier (Archives ; Odéon ; Invalides ; (Champs-)Élysées ; Europe ; Roquette ; Auteuil ; Batignolles ; Clignancourt ; Combat - soit un sur huit seulement).

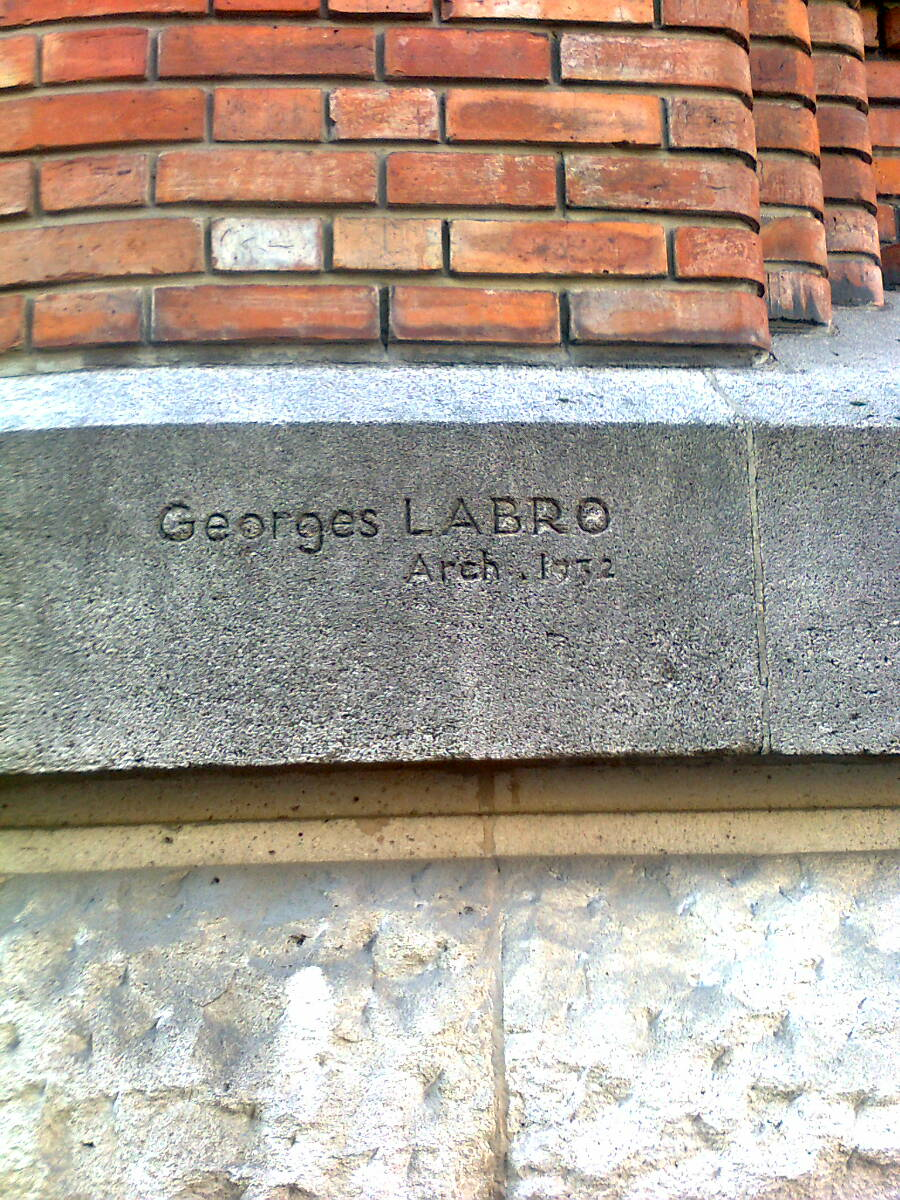
Central téléphonique Montmartre (Paris 18e). Détail de la façade. Signature de Georges Labro.
Avril 2017.

On remarque l'inadéquation géographique de certaines appellations. Les indicatifs Odéon, Gobelins, Opéra et Batignolles, rattachés à des centraux téléphoniques respectivement situés dans les 5e, 8e et 18e arrondissements, désignent en fait des secteurs voisins : les 6e (Odéon), 13e (Gobelins), 9e (Opéra) et 17e (Batignolles) arrondissements.

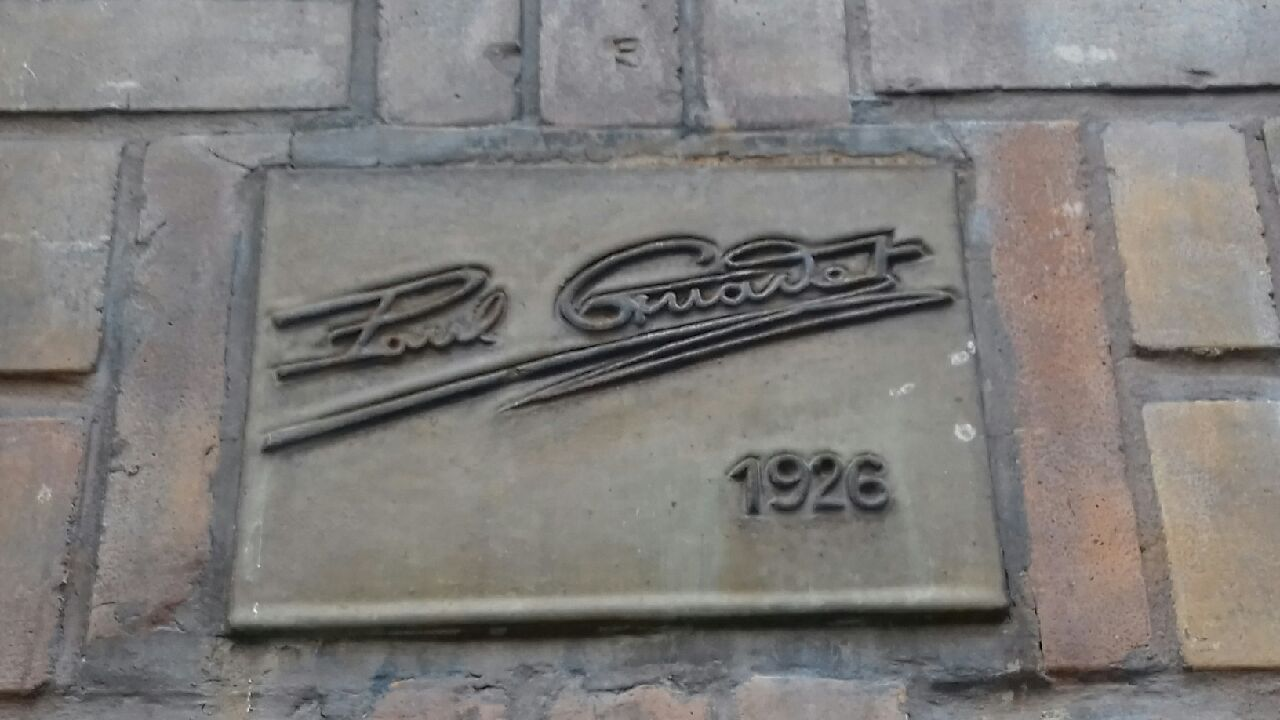
Central téléphonique Diderot
(Paris 12e). Détail de la façade. Signature de Paul Guadet.
Janvier 2021.

Les centraux téléphoniques abritent des installations volumineuses (les travaux d'extension se succéderont régulièrement, par surélévation notamment), aux mécanismes complexes mais sensibles ayant tendance à la surchauffe. Ils offrent presque toujours l'aspect imposant de forteresses en béton et en briques. Mais certains architectes y saisissent l'occasion d'expérimenter des techniques nouvelles et de déployer leur créativité en inventant une esthétique inédite, voire révolutionnaire. René Binet (au central Gutenberg), Paul Guadet (au central Auteuil), Georges Labro (au central Ornano) et François Le Cœur (au central Bergère, devenu Provence) signent ainsi des chefs-d'œuvre de l'art industriel.

## Les centraux téléphoniques
Le tableau suivant recense les centraux téléphoniques de Paris. Il distingue les indicatifs :
- uniquement manuels, avec une capitale initiale grasse et le reste en minuscules maigres - cas de Bergère, Fleurus et Saxe ;
- primitivement manuels puis automatiques (en service avant 1928), avec trois capitales initiales grasses et le reste en minuscules maigres - par exemple ANJou ;
- uniquement automatiques (en service après 1928), tout en capitales avec trois initiales grasses - par exemple SÉBASTOPOL.

| CENTRAL          | DATE                                         | ARCHITECTE                                                                              | ADRESSE                                                                          | ARRONDISSEMENT | AUTOMATISATION       | INDICATIF | OBSERVATIONS | PHOTO |
| ---------------- | -------------------------------------------- | --------------------------------------------------------------------------------------- | -------------------------------------------------------------------------------- | -------------- | -------------------- | --- | --- | ----- |
| Anjou            | 1931                                         | Charles Giroud(d)                                                                       | - 11-15 rue d'Anjou                                                              | 8e             | 1931 (dès l'origine) | - ANJou - OPÉra - RIChelieu                                                                                            | |       |
| Archives         | 1919                                         | François Le Cœur                                                                        | - 63 rue des Archives - 106-108 rue du Temple                                    | 3e             | 1931                 | - ARChives - SÉBASTOPOL (1957-1961) - TURbigo                                                                          | Inscrit au titre des monuments historiques en 1999.                                                                                 |       |
| Auteuil          | 1912                                         | Paul Guadet                                                                             | - 21 rue Jasmin - 8-14 rue Henri-Heine                                           | 16e            | 1933                 | - AUTeuil - BAGATELLE - JASMIN - MIRABEAU - TROCADÉRO                                                                  | |       |
| Carnot           | 1913                                         | Paul Guadet                                                                             | - 23-27 rue Médéric                                                              | 17e            | 1928                 | - CARnot - ÉTOILE - GALvani - MAC-MAHON - MÉDÉRIC (1948-1950) - WAGram                                                 | Succède au central Wagram, ex-Desrenaudes. Premier central parisien automatique.                                                    |       |
| Chaudron         | 1896                                         | Jean Boussard                                                                           | - 22 rue Chaudron                                                                | 10e            | sans objet           | - BOTzaris - COMbat - NORd                                                                                             | Transféré au central Nord en 1927. Désaffecté.                                                                                      |       |
| Danton           | 1927                                         | Hippolyte Deruaz                                                                        | - 91 boulevard Saint-Michel                                                      | 5e             | 1931                 | - DANton - MÉDICIS - ODÉON                                                                                             | |       |
| Diderot          | 1926                                         | Paul Guadet                                                                             | - 187-189 avenue Daumesnil                                                       | 12e            | 1929                 | - DIDerot - DORIAN - NATION                                                                                            | Le central Daumesnil se trouve à Vincennes.                                                                                         |       |
| Élysées          | 1912                                         | Charles Giroud(d)                                                                       | - 106-108 rue La Boétie                                                          | 8e             | 1933                 | - ALMA - BALZAC - ÉLYsées                                                                                              | |       |
| Gobelins         | 1896                                         | Jean Boussard                                                                           | - 40 boulevard de Port-Royal                                                     | 5e             | 1929                 | - GLACIÈRE (1932-1937) - GOBelins - JUSSIEU - KELLERMANN - PORT-ROYAL                                                  | Ancien central Port-Royal. |       |
| Gutenberg        | 1890 (mise en service le 1er septembre 1893) | Jean Boussard Reconstruction après incendie par René Binet et Charles Giroud(d) en 1908 | - 46 bis rue du Louvre - 55 rue Jean-Jacques-Rousseau - rue Gutenberg            | 1er            | 1935                 | - CENtral - GUTenberg - LOUvre                                                                                         | La rue Gutenberg reliait les rues du Louvre et JJ. Rousseau. Annexée par les Postes et déclassée en 1891.                           |       |
| Invalides        | 1933                                         | Jacques Debat-Ponsan                                                                    | - 3-5 rue Louis-Codet                                                            | 7e             | 1933                 | - INValides - SOLFÉRINO                                                                                                | |       |
| Laborde          | 1928                                         | Charles Giroud(d)                                                                       | - 10 rue de Madrid - 11 rue d'Édimbourg                                          | 8e             | 1928 (dès l'origine) | - EUROPE - LABORDE | |       |
| Littré           | 1913                                         | Jules-Alexandre Godefroy                                                                | - 37 rue du Cherche-Midi - 60-62 boulevard Raspail                               | 6e             | 1933                 | - BAC (1944-1946) - BABYLONE (à partir de 1946) - Fleurus (1914-1927) - LITtré (remplace Fleurus en 1927)              | Ancien central Fleurus. L'indicatif BAC, mis en service en 1944, est renommé BABylone dès 1946.                                     |       |
| Marcadet         | 1911                                         | Deshais (extension par Charles Giroud(d))                                               | - 266 rue Marcadet                                                               | 18e            | 1933                 | - BATIGNOLLES - MARcadet                                                                                               | |       |
| Ménilmontant     | 1928                                         | Paul Guadet                                                                             | - 26 rue Sorbier                                                                 | 20e            | 1933                 | - MÉNilmontant - OBERKAMPF - PYRÉNÉES - ROQuette (jusqu'à 1962)                                                        | L'indicatif Roquette y est rattaché après la fermeture du central éponyme, puis transféré au central Voltaire en octobre 1962.      |       |
| Montmartre       | 1932                                         | Georges Labro                                                                           | - 114 rue Marcadet                                                               | 18e            | 1932 (dès l'origine) | - CLIGNANCOURT - MONTMARTRE - ORNANO                                                                                   | |       |
| Nord             | 1926                                         | Hippolyte Deruaz                                                                        | - 103-107 boulevard de la Villette                                               | 19e            | 1931                 | - BOLIVAR - BOTzaris - COMbat - NORd                                                                                   | Succède au central Chaudron en 1927. Le central Villette se trouve à Pantin.                                                        |       |
| Passy            | 1908                                         | Louis Henri Georges Scellier de Gisors                                                  | - 29-31 rue des Sablons                                                          | 16e            | 1931                 | - COPERNIC (1947-1953) - KLÉber - PASsy - POINCARÉ                                                                     | |       |
| Provence         | 1911                                         | François Le Cœur                                                                        | - 2-12 rue Bergère - 15-17 rue du Faubourg-Poissonnière - 2 rue du Conservatoire | 9e             | 1934                 | - Bergère (1912-1926) - CAUMARTIN (1933-1937) - LAFFITTE - PROvence (remplace Bergère en 1926) - TAItbout              | Ancien central Bergère. Inscrit au titre des monuments historiques en 1999.                                                         |       |
| Roquette         | 1893                                         | Jean Boussard Surélévation par Blondel en 1908 Réaménagement par Léon Azéma vers 1930   | - 146-148 rue de la Roquette                                                     | 11e            | 1933                 | - ROQuette | L'indicatif Roquette est transféré au central Ménilmontant, puis rattaché au central Voltaire en octobre 1962. Désaffecté.          |       |
| Ségur            | 1900                                         | Jean Boussard (surélévation en 1908 par Charles Giroud(d))                              | - 55 avenue de Saxe                                                              | 7e             | 1933                 | - BRETAGNE (après 1963) - BRETEUIL (1962-1963) - FONTENOY - Saxe (1912-1923) - SÉGur (remplace Saxe en 1923) - SUFFREN | Ancien central Saxe. L'indicatif Breteuil devient Bretagne en 1963.                                                                 |       |
| Trudaine         | 1926                                         | Paul Bessine                                                                            | - 20 rue de Navarin                                                              | 9e             | 1929                 | - LAMARTINE - PIGALLE - TRINITÉ - TRUdaine                                                                             | |       |
| Vaugirard        | 1926                                         | Charles Giroud(d)                                                                       | - 8-10 rue Jobbé-Duval                                                           | 15e            | 1929                 | - BLOMET - LECOURBE - VAUgirard - VICTOR                                                                               | |       |
| Voltaire         | 1957                                         | Joseph Bukiet                                                                           | - 97 boulevard Richard-Lenoir - 58 boulevard Voltaire                            | 11e            | 1957 (dès l'origine) | - ROQuette (après 1962) - VOLTAIRE                                                                                     | L'indicatif Roquette, détaché du central Ménilmontant, y est rattaché en octobre 1962.                                              |       |
| Wagram (détruit) | 1897                                         | Jean Boussard                                                                           | - 29 rue des Renaudes                                                            | 17e            | 1930                 | - GALvani - WAGram | Ancien central Desrenaudes (nom de rue rectifié en des Renaudes en 1897), renommé Wagram puis transféré au central Carnot. Détruit. |       |

## En banlieue aussi...
En proche banlieue (dite zone suburbaine), les indicatifs littéraux apparaissent dès 1928. Il est frappant de constater qu'à l'origine, leur nom évoque Paris :
- Alésia, à Montrouge - la rue d'Alésia ;
- Flandre, à Aubervilliers - l'avenue de Flandre et le quartier du Pont-de-Flandre ;
- Italie, à Ivry-sur-Seine - l'avenue, la place et la porte d'Italie ;
- Maillot, à Neuilly-sur-Seine - la porte Maillot et la gare de Neuilly - Porte Maillot ;
- Molitor, à Boulogne-Billancourt - la porte et la rue Molitor ;
- Pereire, à Levallois-Perret - le boulevard et la place Pereire ainsi que la gare de Pereire - Levallois ;
- Villette, à Pantin - le boulevard, la porte et le quartier de la Villette.

Le réseau de banlieue est donc conçu comme une extension de celui de la capitale. Ainsi, la commune de Courbevoie dépend primitivement des centraux Carnot et Wagram.
Plusieurs indicatifs du nord de Paris desservent aussi la banlieue voisine (Botzaris, Clignancourt, Combat, Montmartre, Nord). Quelques-uns lui sont même parfois exclusivement rattachés, selon une méthode qui semble fluctuante.
La fin des années 1920 et le début des années 1930 voient disparaître 6 bureaux locaux sur 10, aux éphémères indicatifs éponymes dont le souvenir s'est perdu (Bagneux, Bellevue, Bois-Colombes, Charenton, Clamart, Colombes, Garenne, Gennevilliers, Issy-les-Moulineaux, Ivry, Kremlin, Lilas, Noisy-le-Sec, Pantin, Port-à-l'Anglais, Pré-Saint-Gervais, Puteaux, Romainville, Sèvres, Suresnes, Vanves, Vitry).
Des appellations de 1928, seules quelque 4 sur 10 subsistent (Alésia, Avron, Charlebourg, Clignancourt, Daumesnil, Défense, Entrepôt, Flandre, Gravelle, Grésillons, Italie, Maillot, Molitor, Péreire, Plaine, Tremblay, Val-d'Or).
À partir de 1939, plusieurs villes de grande banlieue (presque toutes situées dans l'ancien département de Seine-et-Oise), dépendant de la zone régionale, bénéficient du système de numérotation littérale et de l'automatique. Ainsi apparaissent tour à tour, à l'ouest et au sud-ouest de Paris, les centraux :
- Gambetta, en 1939, desservant Garches, La Celle-Saint-Cloud, Marnes-la-Coquette, Vaucresson et Ville-d'Avray. Le projet initial Lafayette[e] n'a pas abouti (mal choisi à la veille de la Seconde Guerre mondiale, où un opposant au prussien Bismarck aura semblé plus opportun ?) ;
- Versailles, en 1939, desservant Versailles et Le Chesnay ;
- Mansart, en 1940, desservant le vaste périmètre englobant, du nord-ouest au sud-est de Versailles, les communes situées entre Saint-Nom-la-Bretèche, Élancourt, Toussus-le-Noble et Vélizy-Villacoublay ;

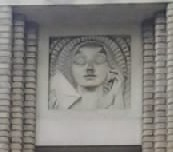
Central téléphonique Princesse au Vésinet (Yvelines). Détail de la façade. Une femme tient une lettre et un combiné téléphonique, allégorie des Postes et Téléphones. Avril 2014.

- Malmaison, en 1941, desservant Nanterre et Rueil-Malmaison ;
- Argenteuil, en 1946, desservant Argenteuil, Bezons, Carrières-sur-Seine, Houilles et Sannois ;
- Princesse, en 1951, desservant Chatou, Croissy-sur-Seine, Le Vésinet et Montesson.

Mais la numérotation tout en chiffres sera adoptée dès 1953 pour les nouveaux centraux téléphoniques. De ce fait, ces six indicatifs n'auront qu'une existence éphémère. Progressivement remplacés par trois chiffres commençant par un 9, ils deviendront successivement :
- 926 en 1956 pour Gambetta ;
- 967 en 1957 pour Malmaison (à Rueil-Malmaison uniquement ; Boileau à Nanterre) ;
- 923 en 1957 pour Mansart ;
- 961 en 1958 pour Argenteuil ;
- 966 en 1958 pour Princesse ;
- 950 en 1959 pour Versailles.

L'automatisation du réseau de banlieue prend plus de 15 ans. À la veille de la Seconde Guerre mondiale, 4 centraux sur 10 sont encore manuels. Certains continueront pendant plusieurs années à fonctionner en partie manuellement (Charlebourg, Daumesnil, Défense, Molitor, Observatoire, Plaine, Tremblay). Bien que neuf, le central Malmaison ne sera même totalement automatisé qu'en 1946.
L'Occupation ralentit les travaux d'équipement. Si elle voit la mise en service des centraux Malmaison, Mansart, Pompadour et Robinson, elle provoque aussi la destruction d'Aviation. Il faut attendre 1946 pour que toute la circonscription téléphonique de Paris et de sa banlieue soit desservie par l'automatique.

### Liste des centraux de banlieue
Le tableau suivant recense les centraux téléphoniques de banlieue. Il distingue les indicatifs :
- uniquement manuels, avec une capitale initiale grasse et le reste en minuscules maigres - cas de Malmaison ;
- primitivement manuels puis automatiques, avec trois capitales initiales grasses et le reste en minuscules maigres - par exemple AVRon ;
- uniquement automatiques, tout en capitales avec trois initiales grasses - par exemple ALÉSIA.

| CENTRAL               | DATE              | ARCHITECTE       | ADRESSE | COMMUNE                       | AUTOMATISATION       | INDICATIF                     | OBSERVATIONS | PHOTO |
| --------------------- | ----------------- | ---------------- | --- | ----------------------------- | -------------------- | ----------------------------- | --- | ----- |
| Alésia                | 1928              | Marcel Lambert   | - 13 rue Camille-Pelletan                                                                                   | Montrouge                     | 1928 (dès l'origine) | - ALÉSIA - PELLETAN           | Ancien Bagneux. Le premier central téléphonique construit en banlieue, et l'un des très rares à afficher son nom en façade (avec les centraux Charlebourg, Pereire et Robinson).                    |       |
| Argenteuil            | 1940              | Léon Azéma       | - 27 rue Antonin-Georges Belin                                                                              | Argenteuil                    | 1947 (dès l'origine) | - ARGENTEUIL                  | Intégré au bureau de poste principal. En service jusqu'à 1958. Devient 961. |       |
| Aviation              | ca 1939 1951-1959 | ?                | - 96-98 (ex 86) avenue de la Division-Leclerc                                                               | Le Bourget                    | 1943 (dès l'origine) | - AVIATION                    | Intégré au bureau de poste principal. Le bâtiment primitif, construit vers 1939, fut détruit pendant la Seconde Guerre mondiale.                                                                    |       |
| Avron                 | ca 1928           | Alfred Audoul    | - 94 rue Alexis Pesnon                                                                                      | Montreuil                     | 1936                 | - AVRon                       | |       |
| Belle-Épine (détruit) | ca 1938           | ?                | - 11 avenue Léon-Gourdault - 9 place du Maréchal-Leclerc                                                    | Choisy-le-Roi Juvisy-sur-Orge | 1944                 | - BELle-Épine                 | Détruit. |       |
| Berny                 | ca 1938           | ?                | - 32 rue Auguste-Mounié                                                                                     | Antony                        | 1944                 | - BERny                       | Intégré au bureau de poste principal. |       |
| Boileau               | ca 1941           | ?                | - 90 rue Pierre-Brossolette                                                                                 | Rueil-Malmaison               | 1957 (dès l'origine) | - BOILEAU                     | Ancien central Malmaison. Dessert Nanterre depuis le 26 avril 1957. Situé à Rueil-Malmaison, commune desservie par l'indicatif 967.                                                                 |       |
| Bossuet               | ca 1964           | ?                | - 36 rue de Plaisance                                                                                       | Créteil                       | 1964 (dès l'origine) | - BOSSUET                     | |       |
| Charlebourg           | ca 1930           | ?                | - 72 avenue du Général-de-Gaulle                                                                            | La Garenne-Colombes           | 1943                 | - CHArlebourg - STADE         | Anciens Bois-Colombes, Colombes, Garenne. L'un des très rares à afficher son nom en façade (avec les centraux Alésia, Pereire et Robinson).                                                         |       |
| Daguerre              | ca 1960           | ?                | - 11 avenue des Rochers (parc du Perreux)                                                                   | Le Perreux-sur-Marne          | 1960 (dès l'origine) | - DAGUERRE                    | |       |
| Daumesnil             | ca 1928           | Georges Labro    | - 3 rue Renon                                                                                               | Vincennes                     | 1938                 | - DAUmesnil - TOURELLE        | |       |
| Défense               | ca 1928           | ?                | - 14 boulevard Aristide-Briand                                                                              | Courbevoie                    | 1942                 | - DÉFense                     | Intégré au bureau de poste principal. |       |
| Entrepôt              | ca 1928           | ?                | - 57 rue de Paris                                                                                           | Charenton-le-Pont             | 1933 (dès l'origine) | - ENTREPÔT                    | Ancien Charenton. Intégré au bureau de poste principal. |       |
| Flandre               | ca 1927           | ?                | - 9 rue du Docteur-Pesqué - 6-8 rue Achille-Domart                                                          | Aubervilliers                 | 1937                 | - FLAndre                     | Intégré au bureau de poste principal. L'inscription en façade indique 1927 - Aubervilliers. |       |
| Gambetta              | 1941              | Léon Azéma       | ? | Garches                       | 1939 (dès l'origine) | - GAMBETTA                    | L'appellation projetée Lafayette n'est pas retenue. En service à Garches jusqu'au 28 janvier 1956. Transféré à Chaville, 1737 (ex 181) avenue Roger-Salengro (photographie ci-contre). Devient 926. |       |
| Gravelle              | ca 1928           | ?                | - 36 boulevard Rabelais                                                                                     | Saint-Maur-des-Fossés         | 1943                 | - BUFFON - GRAvelle           | |       |
| Grésillons            | ca 1928           | ?                | - 2 rue Ernest-Billiet                                                                                      | Asnières-sur-Seine            | 1938                 | - GRÉsillons - REDOUTE        | Ancien Gennevilliers. |       |
| Italie                | ca 1928           | ?                | - 17 place Marcel-Cachin                                                                                    | Ivry-sur-Seine                | 1933 (dès l'origine) | - ITALIE                      | Anciens Ivry, Kremlin, Port-à-l'Anglais, Vitry. Transféré 71 avenue Georges-Gosnat. |       |
| Lavoisier             | ca 1959           | ?                | - 37 rue Jules-Ferry Initialement au premier étage bureau de poste actuel                                   | Rosny-sous-Bois               | 1959 (dès l'origine) | - LAVOISIER                   | |       |
| Longchamp             | ca 1931           | François Le Cœur | - 74 rue Carnot                                                                                             | Suresnes                      | 1938                 | - LONgchamp                   | Anciens Puteaux, Suresnes. Transféré 63 rue Carnot. |       |
| Maillot               | ca 1928           | Paul Bessine     | - 4 rue Louis-Philippe                                                                                      | Neuilly-sur-Seine             | 1928 (dès l'origine) | - MAILLOT - MERMOZ - SABLONS  | |       |
| Malmaison             | ca 1941           | ?                | - 90 rue Pierre-Brossolette                                                                                 | Rueil-Malmaison               | 1946                 | - Malmaison - MANSART         | Abrite aussi le central Mansart. Le 26 avril 1957, devient : - Boileau à Nanterre, - 967 à Rueil-Malmaison.                                                                                         |       |
| Mansart               | ca 1940           | ?                | - 90 rue Pierre-Brossolette                                                                                 | Rueil-Malmaison               | 1942 (dès l'origine) | - Malmaison - MANSART         | Abrité au central Malmaison. Devient 923 le 26 avril 1957. |       |
| Michelet              | ca 1933           | ?                | - 25 rue Hébert                                                                                             | Clamart                       | 1933 (dès l'origine) | - MICHELET - RENAN            | Anciens Clamart, Issy-les-Moulineaux, Vanves. |       |
| Molitor               | ca 1928           | Charles Giroud   | - 38 rue Paul-Bert                                                                                          | Boulogne-Billancourt          | 1939                 | - GOUNOD - MOLitor - VAL-d'Or | |       |
| Observatoire          | ca 1934           | Paul Bessine     | - 5 avenue du 11 novembre                                                                                   | Meudon                        | 1936                 | - OBServatoire                | Anciens Bellevue, Sèvres. L'inscription en façade indique PTT - 1934. |       |
| Pereire               | ca 1928           | Georges Planche  | - 43 rue Pierre-Brossolette                                                                                 | Levallois-Perret              | 1946                 | - BROSSOLETTE - PEReire       | L'un des très rares à afficher son nom en façade (avec les centraux Alésia, Charlebourg et Robinson).                                                                                               |       |
| Plaine                | ca 1928           | ?                | - 19 rue des Ursulines                                                                                      | Saint-Denis                   | 1938                 | - CHÉNIER - PLAine            | |       |
| Pompadour             | 1941 ca 1960      | ?                | - 2 bis rue Martelet (bâtiment primitif installé, en 1941, au rez-de-chaussée du bureau de poste principal) | Champigny-sur-Marne           | 1941 (dès l'origine) | - POMPADOUR                   | |       |
| Princesse             | 1931              | Georges Labro    | - 27 boulevard Carnot                                                                                       | Le Vésinet                    | 1951 (dès l'origine) | - PRINCESSE                   | En service jusqu'à 1958. Devenu 966. |       |
| Rameau                | ca 1962           | ?                | - 22 boulevard Maxime-Gorki                                                                                 | Villejuif                     | 1962 (dès l'origine) | - RAMEAU                      | |       |
| Robinson              | ca 1941           | ?                | - 75-77 rue Houdan                                                                                          | Sceaux                        | 1946                 | - FLORIAN - ROBinson          | L'un des très rares à afficher son nom en façade (avec les centraux Alésia, Charlebourg et Pereire).                                                                                                |       |
| Sévigné               | ca 1959           | ?                | - 27 avenue de la République                                                                                | Bondy                         | 1959 (dès l'origine) | - SÉVIGNÉ                     | |       |
| Tremblay              | ca 1928           | ?                | - 48 rue du Général-Chanzy                                                                                  | Nogent-sur-Marne              | 1944                 | - TREmblay                    | Fermé, lignes transférées vers Fontenay (FNY) et DAGuerre. |       |
| Versailles            | ca 1939           | ?                | - 2 impasse des Gendarmes                                                                                   | Versailles                    | 1939 (dès l'origine) | - VERSAILLES                  | En service jusqu'à 1959. Devient 950. |       |
| Villette              | ca 1930           | ?                | - 231 avenue Jean-Lolive                                                                                    | Pantin                        | 1936                 | - VILlette                    | Anciens Lilas, Noisy-le-Sec, Pantin, Pré-Saint-Gervais, Romainville. |       |

## ...et même en province
Le plan de numérotation téléphonique en France de 1946 a prévu d'utiliser un indicatif littéral en province également. Dans trois grandes villes, on compose donc les premières lettres d'un indicatif (comme en Amérique du Nord), suivies de deux fois deux chiffres. Ainsi :
- Burdeau,
- Franklin,
- Gailleton,
- Lalande,
- Moncey[g],
- Parmentier,
- Terreaux,
- Villeurbanne

à Lyon ;
- Colbert,
- Dragon,
- Ferréol
- Garibaldi,
- Guynemer,
- Lycée,
- Monte-Cristo,
- National,
- Prado

à Marseille ;
- Capitole,
- Garonne,
- Languedoc,
- Matabiau

à Toulouse.
Pour une raison inconnue, Bordeaux (jadis quatrième ville française la plus peuplée, dépassant Toulouse) n'aura jamais d'indicatifs littéraux.
Cette numérotation devient tout en chiffres en 1957 à Lyon et à Marseille puis en 1959 à Toulouse. Si les indicatifs téléphoniques littéraux de Paris et de sa banlieue imprègnent durablement la mémoire collective et subsistent notamment grâce au cinéma, ceux de province sont totalement oubliés.
Dans certains centres urbains de moindre importance, l'indicatif correspond à l'initiale du nom de la ville suivie d'un chiffre. Ainsi :
- B 2 et 3[k] à Brive-la-Gaillarde, de 1953 à 1955 ;
- D 0, 2, 4, 5 et 6[l] à Dijon, de 1952 à 1955 ;
- E 2 et 3 à Saint-Étienne, de 1951 à 1956 ;
- H 2 et 8[m] au Havre, de 1951 à 1955 ;
- L 1 dans les communes de l'agglomération lyonnaise, de 1951 à 1956 ;
- M 2 à Montpellier, de 1951 à 1954 ;
- R 1, 5, 6, 8 et 9[n] à Rouen, de 1949 à 1955.

## Une méthode inadaptée

### Un choix limité

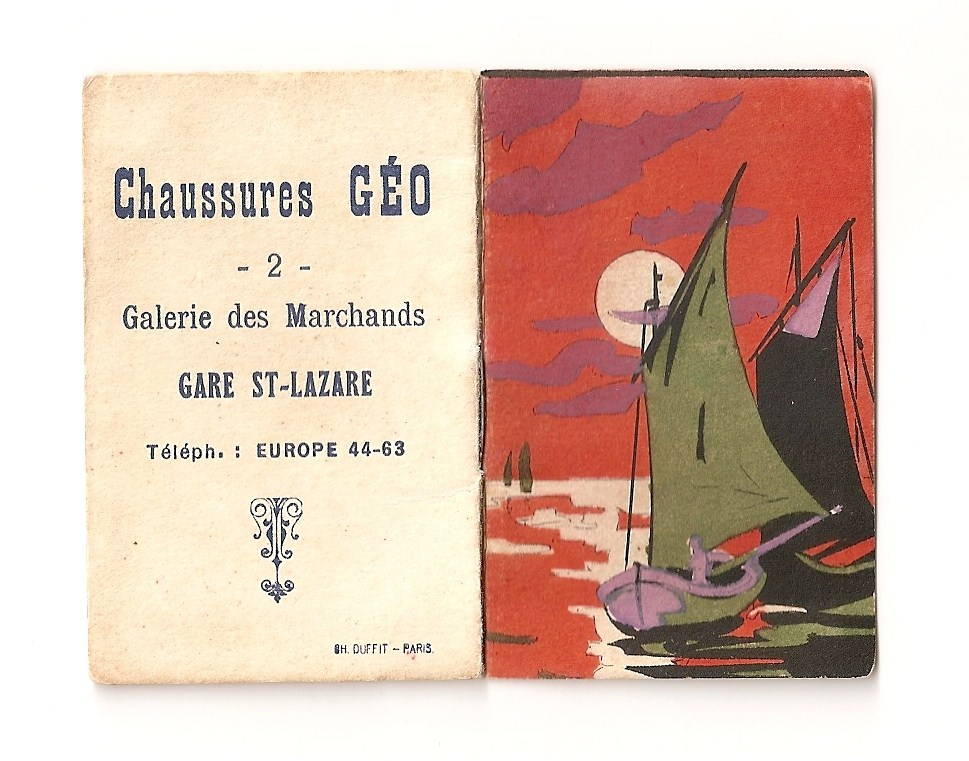
Calendrier de poche (1939).

Au fur et à mesure de l'augmentation du nombre d'abonnés, il devient nécessaire de créer des centraux téléphoniques, donc d'inventer des indicatifs (leur nombre double entre les années 1930 et 1960). Or trouver des appellations nouvelles s'avère de plus en plus délicat et finira par devenir impossible.
Les combinaisons pertinentes sont d'autant moins inépuisables que sur le cadran où les lettres se superposent aux 10 chiffres, le Z est alors absent (il s'ajoutera plus tard aux O et Q sur le zéro). Cela exclut des combinaisons aussi satisfaisantes que Mozart ou Zola.
Par ailleurs, un nouvel indicatif doit respecter des règles strictes reposant sur un triple impératif alliant :
- disponibilité - différer nécessairement d'une combinaison chiffrée déjà existante (des trois conditions, c'est la plus essentielle) ;
- intelligibilité - être aisément prononçable, donc comporter au moins une voyelle ;
- notoriété - être suffisamment connue et facilement mémorisable (cette règle sera de moins en moins observée).

Pour cette dernière raison, un lieu ou un individu aussi indéterminés qu'Église, Musée ou Duval ne peuvent convenir.
Pour la deuxième, Schubert, Scribe ou Strauss n'ont aucune chance.
Pour la première, des indicatifs tels Bastille, Montparnasse ou République ne peuvent voir le jour, respectivement empêchés par Carnot, Montmartre et Pereire.
En banlieue, maints indicatifs portent des noms de lieux parisiens car ils sont conçus conçus comme une extension du réseau de la capitale (voir supra), ce qui rend leur localisation problématique. Ainsi, l'indicatif Observatoire, desservant  Meudon et Sèvres, peut aussi désigner l'avenue de l'Observatoire (5e, 6e et 14e arrondissements), nom officiel - quoique rarement employé - du 14e arrondissement.
Les derniers centraux mis en service n'évoquent plus du tout leur emplacement. Si Étoile, Invalides, Louvre ou Opéra parlent même aux provinciaux et jusqu'aux étrangers, il faut par contre être un Parisien averti pour savoir où aboutit un appel vers Boileau (Nanterre), Gounod (Boulogne-Billancourt), Lavoisier (Rosny-sous-Bois) ou Redoute (Asnières)…
À terme, le système ne peut donc que déboucher sur une saturation, accélérée par la proscription du 1, la sous-utilisation des lettres W, X, Y et l'absence du Z, quand les chiffres offrent des possibilités quasi-illimitées.

### Des problèmes fonctionnels
Du point de vue fonctionnel, plusieurs inconvénients liés aux indicatifs littéraux sont dénoncés depuis longtemps.

#### Des confusions visuelles
L'incertitude orthographique provoque maintes confusions. L'exemple le plus célèbre est Pereire : nombre d'abonnés composent PEI, perdent une taxe téléphonique et dérangent un correspondant de Ségur. Les erreurs sont telles qu'on doit insérer des mises en garde dans l'annuaire. Dans les années 1930, la confusion graphique a déjà causé la disparition de Caumartin (COM aboutissant à Combat) et l'abandon prématuré de Lorette (par crainte d'une composition en LAU). Mais elle se reproduit régulièrement avec Kléber (CLÉ menant à Alésia) et Daumesnil (DOM conduisant à Fontenoy). La méprise va même jusqu'à la cocasserie de cet étranger qui tente, un jour, d'obtenir Kellermann en composant désespérément l'inexistante combinaison QUAi l'Hermann !
Que dire de la perplexité qui s'instaure quand les noms de centraux ne sont plus imprimés que sous la forme tronquée de leurs trois premières lettres ? Le travestissement est alors aisé de :
- Clignancourt en Clichy ;
- Poincaré en Poissy ;
- Robinson en Robespierre...[13].

Quant aux aveugles, ils doivent avoir mémorisé la correspondance des lettres et des chiffres. Un cadran uniquement chiffré leur épargnerait cette difficulté.

#### Des pièges phonétiques
Les rimes peuvent piéger les esprits. Copernic et Médéric en font les frais au début des années 1950. Le problème se renouvelle en 1963 avec Breteuil : trop de personnes le confondant avec Auteuil connu de tous vu son ancienneté, il est hâtivement rebaptisé Bretagne au bout de six mois. Toutefois, leur paronymie ne semble pas avoir affecté les indicatifs Dorian et Florian.

#### Des incompatibités internationales
Le cadran téléphonique français diffère de l'américain. Ce dernier associe au 6 les lettres MNO et le chiffre zéro et, ignorant le Q, réserve le zéro aux services (operator). Ainsi, une opératrice new-yorkaise ne peut appeler Bolivar, Nord, Observatoire... et encore moins Roquette ; pire, pour elle Alma et Blomet sont confondus ! En retour, sa collègue parisienne est incapable de joindre, entre autres, HOllywood à Los Angeles, ORegon à New-York, JOhnson à Washington, OLympia à Montréal ou MOhawk à Toronto… Ces incompatibilités entravent les relations internationales.

#### Une connotation affective

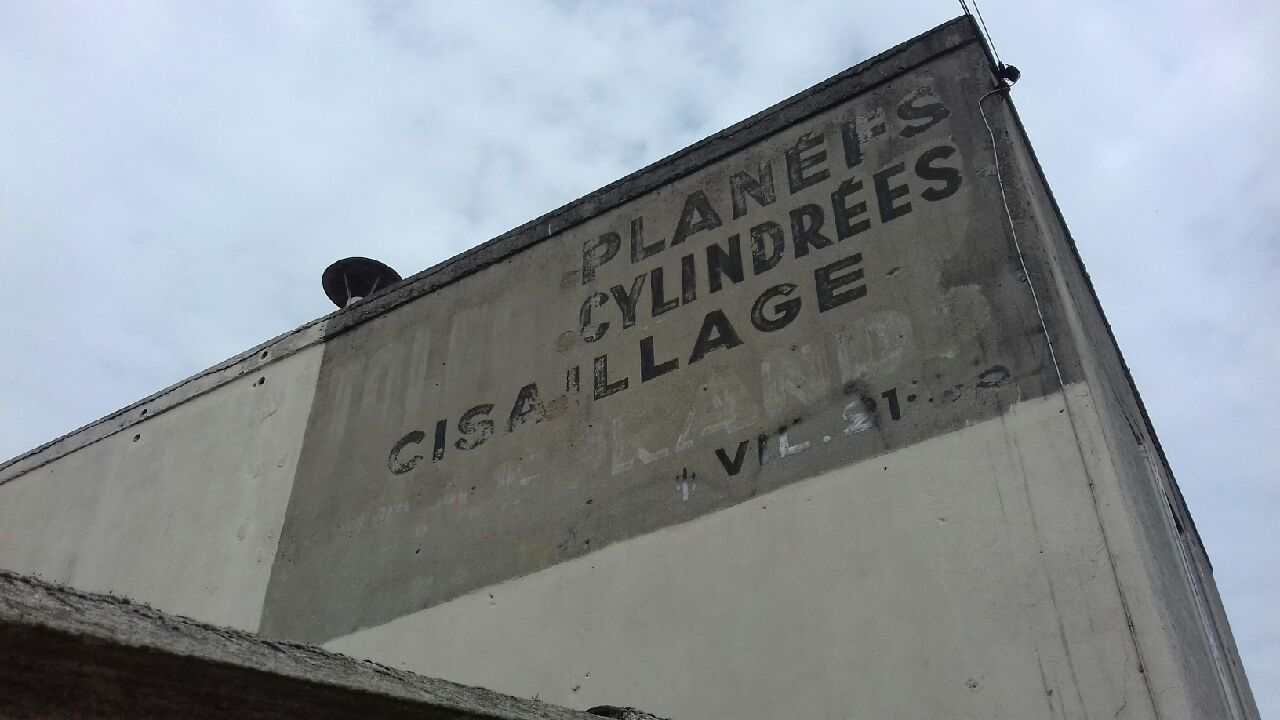
L'indicatif Villette desservait
la modeste banlieue nord-est.
Mur peint à Romainville (Seine-Saint-Denis), 153-155 avenue Gaston-Roussel. Juin 2018.

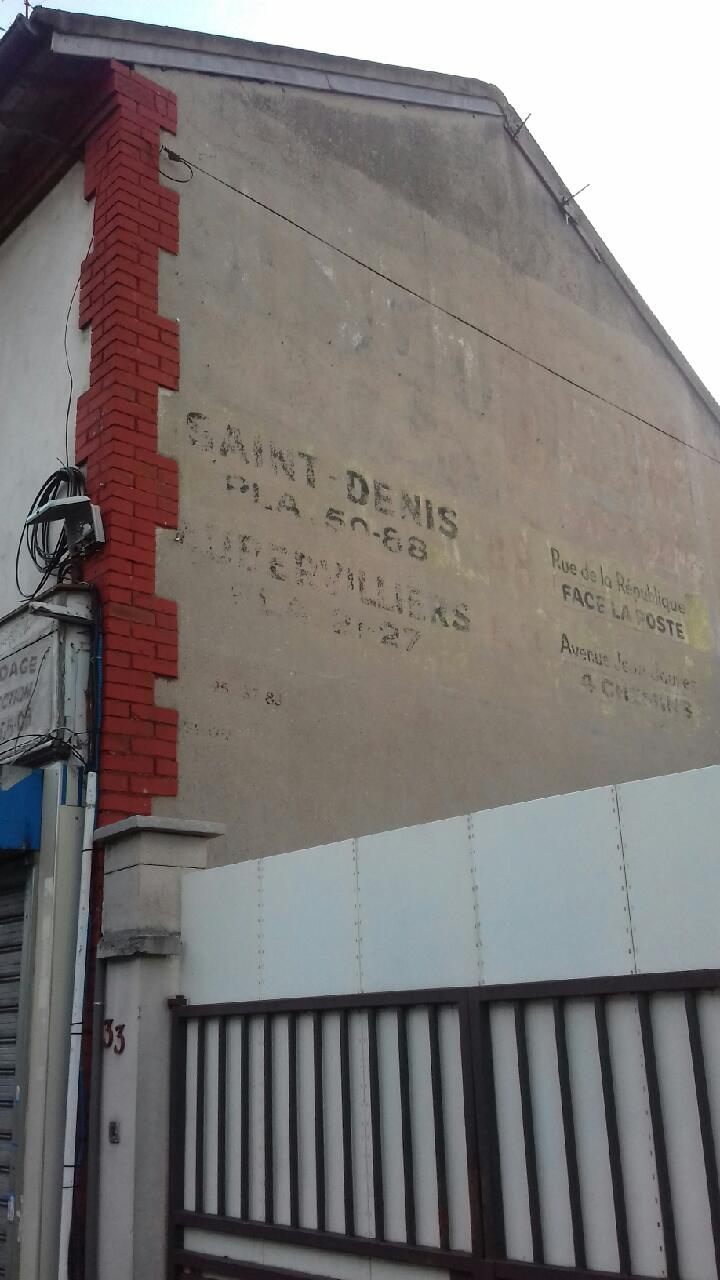
Les indicatifs téléphoniques Plaine et Flandre irriguaient
la banlieue nord industrielle.
Mur peint à Stains (Seine-Saint-Denis), 31 avenue Aristide-Briand.
Décembre 2021.

Certaines connotations peuvent déplaire au public. L'attribution d'un équivoque Gravelle, d'un grivois Bagatelle ou Pigalle, d'un populaire Batignolles ou d'un industriel Entrepôt mécontente (parfois jusqu'à la réclamation) des abonnés comme il faut, que de simples chiffres n'auraient pas rebutés. À l'inverse, on ne peut satisfaire un riverain des Buttes-Chaumont qui, désirant un numéro de téléphone commençant par Auteuil ou Elysées, doit se contenter d'un moins prestigieux Botzaris ou Combat.
En outre, le marquage social du numéro de téléphone peut apparaître inopportun - comme à Londres. Un abonné de Marcadet n'appartient pas au même monde qu'un correspondant de Passy… mais ne souhaite pas forcément l'afficher :

« Faisons intervenir ici le téléphone. L'adresse situe exactement le domicile de l'individu, mais le bureau téléphonique, plus collectif, est aussi plus évocateur, en ce sens qu'il range l'abonné dans une sorte de famille locale, dans quelque subtil climat social et mondain.... Je pense que le baron de Charlus devait être à Invalides et Swann à Danton, mais je vois d'ici tel jeune snob d'Abel Hermant mourant de confusion à la seule idée de devoir annoncer Roquette ou Dorian. Il est donc important d'avoir un bon numéro de téléphone. »

— André Siegfried, Géographie humoristique de Paris, Paris, La Passerelle, 1951, p. 22-23.

## L'abandon du système (1963)

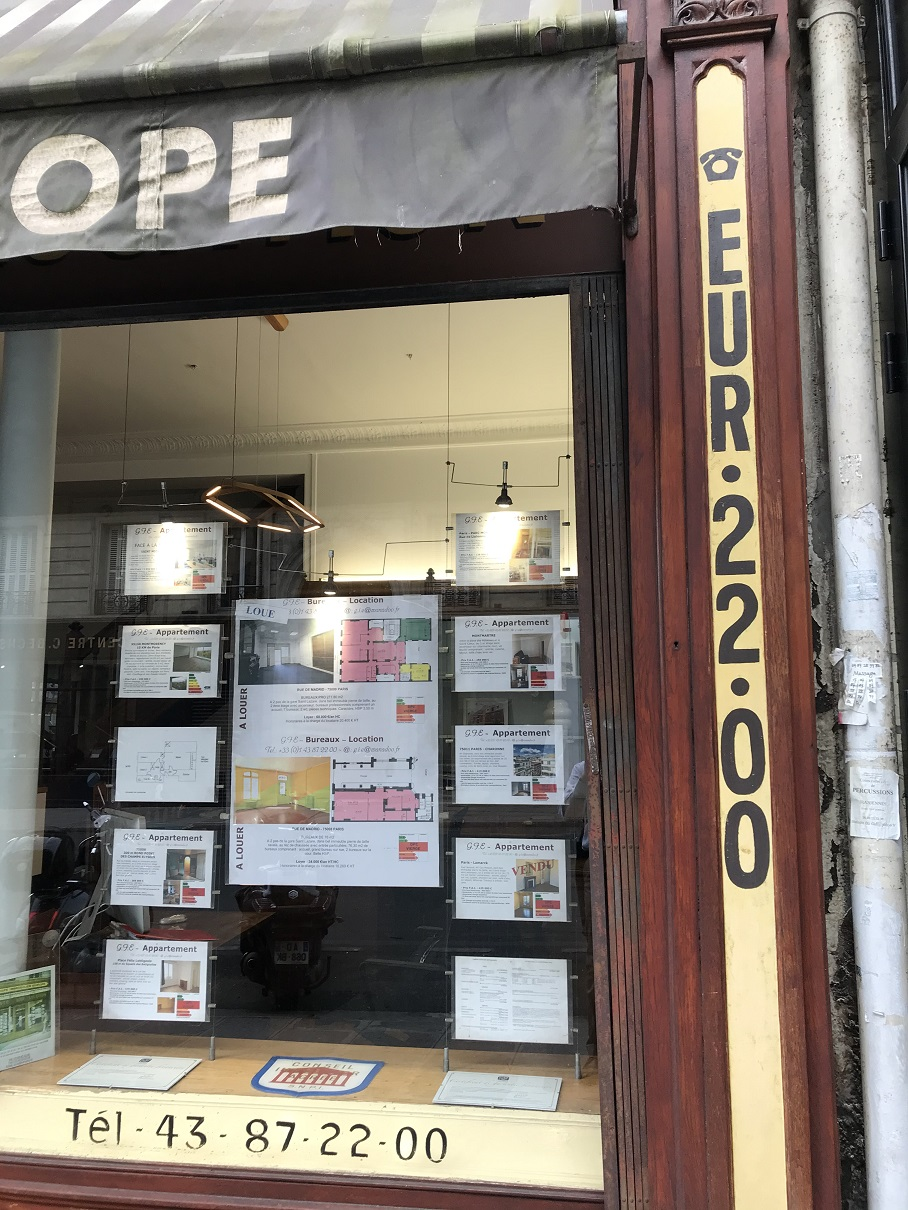
Devanture 51 rue de Rome
(Paris 8e). Juillet 2020.

Le 1er octobre 1963, la circonscription téléphonique de Paris est la dernière en France à remplacer la numérotation alphanumérique par le tout en chiffres. Simple hasard ? Les indicatifs littéraux sont abandonnés 51 ans jour pour jour après leur mise en service... Chénier, Gounod et Bossuet seront les derniers inaugurés, les deux premiers en janvier 1964, le troisième en mai suivant. Mais annoncés un an auparavant sous leur forme littérale (déjà imprimée sur certains papiers d'affaire ou cartes de visite), ils sont mis en service sous forme de chiffres.
Certains projets conçus en lettres seront mis en service sous forme de chiffres après octobre 1963 :
- Manufacture / 626, le 25 janvier 1965 au central Observatoire ;
- Ampère / 267[18], le 29 octobre 1965 au central Carnot ;
- Denfert-Rochereau / 336, en 1966 au central Gobelins.

Par contre, l'indicatif Murat / 687, prévu pour 1964 au central Auteuil, sera mis en service ultérieurement à Chevilly-Larue. Quant au projet Dugommier / 384, qui devait fonctionner en 1965 au central Diderot, il n'aboutira pas.
Les indicatifs commençant par les lettres G et I (= chiffre 4), O (= chiffre zéro) et W (= chiffre 9) disparaîtront entre 1969 et 1980. Pour les chiffres 4 et zéro, c'était un préalable à l'introduction des actuels préfixes parisiens en 01 4 : il fallait améliorer la lisibilité des numéros en évitant tout risque de confusion visuelle. Quant au 9, l'unique indicatif parisien concerné était 924 (ancien Wagram) ; sa suppression s'explique par un souci de rationalisation car tous les autres indicatifs en 9 desservaient la grande banlieue.

### Des regrets
Beaucoup de Parisiens regretteront les anciens indicatifs littéraux, pour des raisons à la fois :
- mnémotechniques - le souvenir du préfixe entraînait celui des nombres ;
- pratiques - au simple énoncé d'un numéro de téléphone, on localisait son abonné ;
- mais surtout sentimentales - les noms possèdent une valeur affective étrangère aux chiffres. Comment ne pas éprouver la nostalgie de ces pages d'histoire de France qu'on tournait, en même temps que le cadran, en composant Alésia, Médicis, Pompadour, Wagram... ou de cet avant-goût de grandes vacances qu'éveillaient Bretagne, Provence, Pyrénées, Robinson ?

### Des possibilités inexploitées
Avec 262 combinaisons, Londres conservera quatre ans de plus qu'à Paris, jusqu'à la fin septembre 1967, un système analogue comportant plus du double de noms. En Amérique du Nord où l'équipement téléphonique était plus développé qu'en France (une multitude d'indicatifs irriguait New-York...), la numérotation alphanumérique ne sera abolie qu'au début des années 1980, parfois au prix de vives résistances comme sur la côte Ouest des États-Unis.
Pour sa part, l'administration française n'a ni l'imagination, ni l'audace de son homologue d'outre-Manche (à Londres, c'est sans aucune raison géographique mais par pur désir de convenance que les indicatifs à connotation positive Duke - le duc - et Advance - l'avancée, les progrès - se substituent aux originels Fulham et Bethnal Green, quartiers alors miteux ; de même, l'indicatif Dreadnought - nom d'un prestigieux cuirassé britannique - est temporairement attribué aux stands du Palais d'expositions de l'Olympia, d'ordinaire desservi par Fremantle). Or maintes possibilités parisiennes inexploitées existent encore, telles BRUne, ÉPInettes, INStitut, LEPic, MOGador, OURcq, RIVoli, VARenne, WAShington... Obtenir quelque 290 combinaisons ne relève donc pas de l'impossible.

### Une longue survivance
L'utilisation des anciens indicatifs littéraux restera longtemps possible. Ses divers détournements aussi... Elle ne prendra fin que 22 ans plus tard, le 25 octobre 1985, quand sera instaurée la numérotation à huit chiffres.

## Liste des indicatifs
Le tableau ci-dessous donne la liste des 149 indicatifs littéraux en service dans la circonscription de Paris de 1912 à octobre 1963. Il précise :
- l'équivalent en chiffres (sauf pour un fonctionnement exclusivement manuel) ;
- l'origine du nom ;
- l'année de mise en service ;
- l'année de suppression éventuelle ;
- le central de rattachement.

| INDICATIF             | ÉQUIVALENT NUMÉRIQUE  | ORIGINE DU NOM | MISE EN SERVICE                                 | SUPPRESSION  | NOM DU CENTRAL            | EMPLACEMENT DU CENTRAL |
| --------------------- | --------------------- | --- | ----------------------------------------------- | ------------ | ------------------------- | --- |
| ALEsia                | (01 4) 253            | Géographique : cité gauloise - siège d'Alésia ; ⇒ rue d'Alésia | 1928                                            | —            | Alésia                    | 92000 - Montrouge 13 rue Camille Pelletan |
| ALMa                  | (01 4) 256            | Géographique : fleuve d'Ukraine - bataille de l'Alma, en 1854 ; ⇒ palais de l'Alma et Pont de l'Alma | 1959 (01/05)                                    | —            | Élysées                   | 75008 - 8e arrondissement de Paris 106-108 rue La Boétie |
| ANJou                 | (01 4) 265            | Géographique : ancienne province française - Anjou ; ⇒ rue d'Anjou (primitivement rue des Morfondus), ainsi renommée, vers 1672, en l'honneur d'Henri de Valois, duc d'Anjou, futur Henri III (1551-1589) | 1927                                            | —            | Anjou                     | 75008 - 8e arrondissement de Paris 11 à 15 rue d'Anjou |
| ARChives              | (01 4) 272            | Géographique : monument - Archives nationales (France) ; ⇒ rue des Archives et quartier des Archives | 1912 (01/10)                                    | —            | Archives                  | 75003 - 3e arrondissement de Paris 63 rue des Archives 106-108 rue du Temple |
| ARGenteuil            | 274 devenu (01 3) 961 | Géographique : commune d'Île-de-France - Argenteuil | 1947                                            | 1958         | Argenteuil                | 95000 - Argenteuil 27 rue Antonin-Georges Belin (bureau de poste principal) |
| AUTeuil               | (01 4) 288            | Géographique : commune annexée par Paris en 1860 - quartier d'Auteuil ; ⇒ porte d'Auteuil, rue d'Auteuil et ligne d'Auteuil | 1917 (XX/06)                                    | —            | Auteuil                   | 75016 - 16e arrondissement de Paris 21 rue Jasmin 8 à 14 rue Henri-Heine |
| AVIation              | (01 4) 284            | Géographique : monument - aéroport de Paris-Le Bourget | 1939                                            | —            | Aviation                  | 93000 - Le Bourget 86 avenue de la Division Leclerc (bureau de poste principal ; (le central semble transféré à Dugny - Aéroport de Paris-Le Bourget) ; indicatif redéployé sur le 6e arrondissement de Paris |
| AVRon                 | (01 4) 287            | Géographique : lieu-dit - plateau d'Avron | 1928                                            | —            | Avron                     | 93000 - Montreuil 94 rue Alexis Pesnon |
| BABylone (ex BAC)     | (01 4) 222            | Géographique : - cité mésopotamienne - Babylone ; ⇒ rue de Babylone | 1946                                            | —            | Littré                    | 75006 - 6e arrondissement de Paris 37 rue du Cherche-Midi 60-62 boulevard Raspail |
| BAC (devenu BABylone) | 222                   | Géographique : - lieu-dit provenant du bac qui traversait la Seine, chargé de pierres pour construire le palais des Tuileries (vers 1550) ; ⇒ rue du Bac | 1944                                            | 1946         | Littré                    | 75006 - 6e arrondissement de Paris 37 rue du Cherche-Midi 60-62 boulevard Raspail |
| BAGatelle             | (01 4) 224            | Géographique : lieu-dit - parc de Bagatelle, au Bois de Boulogne | 1956 inauguré en 1959 (25/04)                   | —            | Auteuil                   | 75016 - 16e arrondissement de Paris 21 rue Jasmin 8 à 14 rue Henri-Heine |
| Bagneux               | —                     | Géographique : commune d'Île-de-France - Bagneux | 1928                                            | 1930         | Bagneux                   | 92000 - Bagneux (bureau de poste principal) |
| BALzac                | (01 4) 225            | Historique : homme de lettres français ; romancier - Honoré de Balzac (1799-1850) ; ⇒ rue Balzac | 1932                                            | —            | Élysées                   | 75008 - 8e arrondissement de Paris 106-108 rue La Boétie |

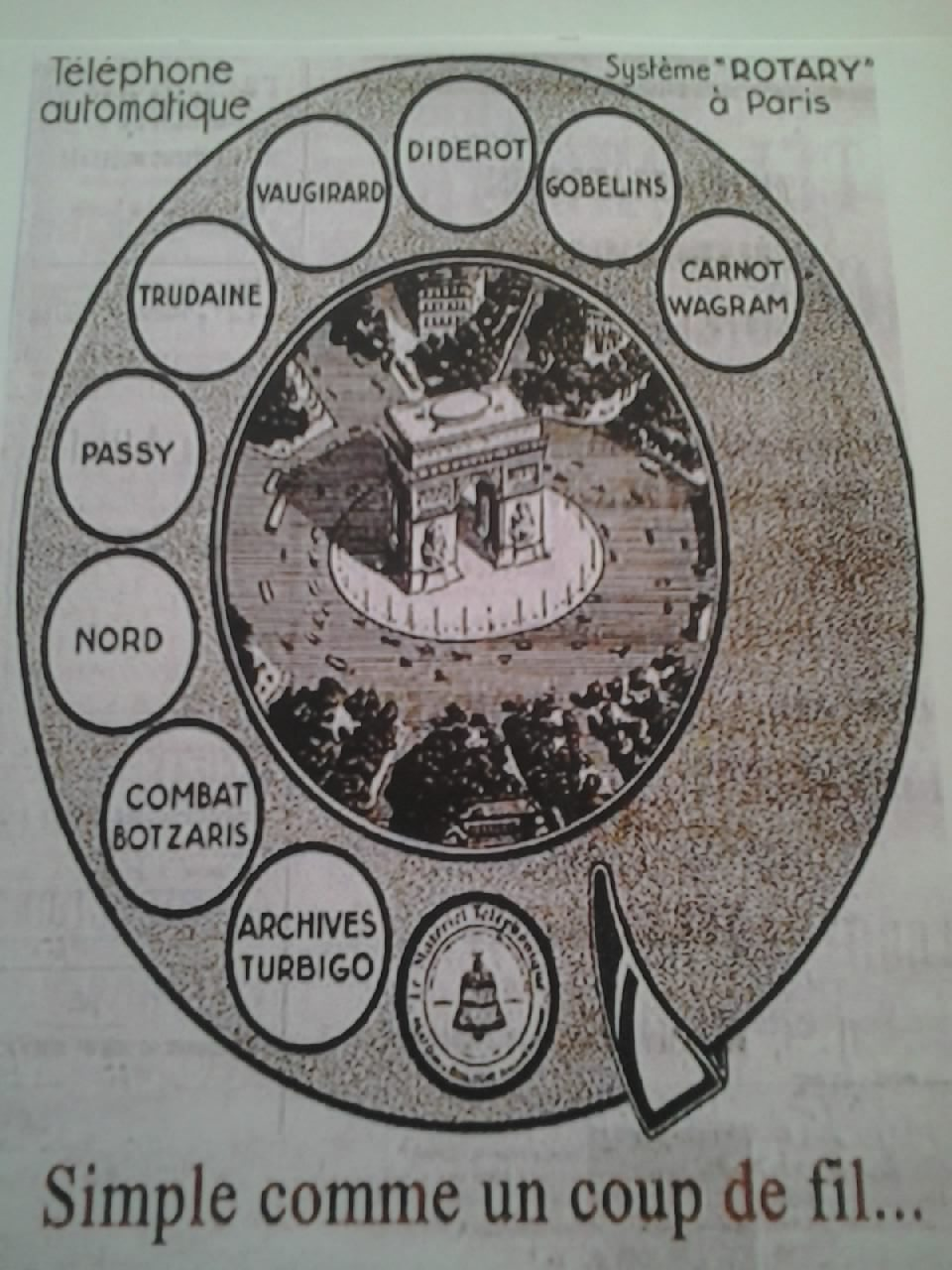
Annuaire téléphonique de Paris (1931). Publicité pour le téléphone automatique. Bibliothèque historique des Postes et des Télécommunications (BHPT).

| BATignolles           | (01 4) 228            | Géographique : commune annexée par Paris en 1860 - Batignolles-Monceau ; ⇒ rue des Batignolles et quartier des Batignolles ; nom officiel (Batignolles-Monceaux) du 17e arrondissement de Paris | 1951 (interruption de 1957 à 1959) 1960 (19/03) | —            | Marcadet                  | 75018 - 18e arrondissement de Paris 266 rue Marcadet |
| BELle-Épine           | (01 4) 235            | Géographique : lieu-dit - carrefour de la Belle Épine, à Thiais ; le centre commercial Belle Épine y a été inauguré en septembre 1971. | 1938                                            | —            | Belle-Épine               | 94000 - Choisy-le-Roi 11 avenue Léon Gourdault (détruit) |
| Bellevue              | —                     | Géographique : quartier d'une commune d'Île-de-France - Meudon | 1928                                            | 1934         | Bellevue                  | 92000 - Meudon (bureau de poste principal) |
| Bergère               | —                     | Historique : propriétaire - Guillaume Berger (16e siècle) ; ⇒ rue Bergère | 1912 (01/10)                                    | 1926         | Provence                  | 75009 - 9e arrondissement de Paris 2 à 10 rue Bergère 15-17 rue du Faubourg-Poissonnière |
| BERny                 | (01 4) 237            | Géographique : lieu-dit - carrefour de la Croix de Berny, près de l'ancien Château de Berny | 1938                                            | —            | Berny                     | 92000 - Antony 32 rue Auguste Mounié (bureau de poste principal) |
| BLOmet                | (01 4) 250            | Géographique : lieu-dit - rue Blomet | 1956 (17/11)                                    | —            | Vaugirard                 | 75015 - 15e arrondissement de Paris 8-10 rue Jobbé-Duval |
| BOIleau               | (01 4) 204            | Historique : homme de lettres français ; poète - Nicolas Boileau (1636-1711) ; ⇒ rue Boileau, à Rueil-Malmaison | 1957 (26/04)                                    | —            | Boileau                   | 92000 - Rueil-Malmaison 90 rue Pierre Brossolette |
| Bois-Colombes         | —                     | Géographique : commune d'Île-de-France - Bois-Colombes | 1928                                            | 1930         | Bois-Colombes             | 92000 - Bois-Colombes (bureau de poste principal) |
| BOLivar               | (01 4) 205            | Historique : homme politique vénézuélien - Simón Bolívar (1783-1830) ; ⇒ avenue Simon-Bolivar | 1951                                            | —            | Nord                      | 75019 - 10e arrondissement de Paris 103 à 107 boulevard de la Villette |
| BOSsuet               | (01 4) 207            | Historique : homme de lettres français ; prédicateur - Jacques-Bénigne Bossuet (1627-1704) ; ⇒ allée Bossuet, à Chennevières-sur-Marne (?) | 1964 (XX/05)                                    | —            | Bossuet                   | 94000 - Créteil 36 rue de Plaisance |
| BOTzaris              | (01 4) 208            | Historique : homme politique grec - Markos Botzaris (ca 1788-1823) ; ⇒ rue Botzaris | 1927                                            | —            | Nord                      | 75019 - 19e arrondissement de Paris 103 à 107 boulevard de la Villette |
| BREtagne              | (01 4) 273            | Géographique : ancienne province française - Bretagne ; ⇒ allusion au proche quartier du Montparnasse, traditionnel fief breton de Paris ; avenue de Breteuil | 1962 (08/12)                                    | —            | Ségur                     | 75007 - 7e arrondissement de Paris 55 avenue de Saxe |
| BROssolette           | (01 4) 270            | Historique : homme politique français (résistant) - Pierre Brossolette (1903-1944) ; ⇒ rue Pierre Brossolette, à Levallois-Perret | 1960 (05/03)                                    | —            | Pereire                   | 92000 - Levallois-Perret 43 rue Pierre Brossolette |
| BUFfon                | (01 4) 283            | Historique : scientifique français ; naturaliste et biologiste - Georges-Louis Leclerc de Buffon (1707-1788) ; ⇒ rue de Buffon, à Saint-Maur-des-Fossés | 1961 (26/06)                                    | —            | Gravelle                  | 94000 - Saint-Maur-des-Fossés 36 boulevard Rabelais |
| CARnot                | (01 4) 227            | Historique : militaire français - Lazare Nicolas Marguerite Carnot (1753-1823) ; ⇒ avenue Carnot (Paris) | 1926                                            | —            | Carnot                    | 75017 - 17e arrondissement de Paris 23 à 27 rue Médéric |
| CAUmartin             | 228                   | Historique : homme politique français - Antoine-Louis Lefebvre de Caumartin (1725-1803) ; ⇒ rue de Caumartin | 1933                                            | 1937         | Provence                  | 75009 - 9e arrondissement de Paris 2 à 10 rue Bergère 15-17 rue du Faubourg-Poissonnière |
| CENtral               | (01 4) 236            | Analogique : centre de Paris ; seul indicatif ne portant pas le nom d'un lieu ou d'une personne. | 1912 (01/10)                                    | —            | Gutenberg                 | 75001 - 1er arrondissement de Paris 46 bis rue du Louvre 55 rue Jean-Jacques-Rousseau |
| Charenton             | —                     | Géographique : commune d'Île-de-France - Charenton-le-Pont | ?                                               | 1928         | Charenton                 | 92000 - Charenton-le-Pont (bureau de poste principal) |
| CHArlebourg           | (01 4) 242            | Géographique ou historique : lieu-dit - marché de Charlebourg, sur la place de Belgique (La Garenne-Colombes) ; ⇒ avenue de Charlebourg, à La Garenne-Colombes ; Un séjour du futur Charles II d'Angleterre, réfugié en France durant la décennie 1650 lors du protectorat de Cromwell, aurait donné son nom au lieu. | 1930                                            | —            | Charlebourg               | 92000 - La Garenne-Colombes 72 avenue du Général de Gaulle |
| CHEnier               | (01 4) 243            | Historique : homme de lettres français ; poète - André Chénier (1762-1794) ; ⇒ rue André Chénier, à Épinay-sur-Seine | 1964 (21/01)                                    | —            | Plaine                    | 93000 - Saint-Denis (Seine-Saint-Denis) 19 rue des Ursulines |
| Clamart               | —                     | Géographique : commune d'Île-de-France - Clamart | 1928                                            | 1933         | Clamart                   | 92000 - Clamart (bureau de poste principal) |
| CLIgnancourt          | (01 4) 254            | Géographique : lieu-dit - porte de Clignancourt, rue de Clignancourt et quartier de Clignancourt | 1928                                            | —            | Montmartre                | 75018 - 18e arrondissement de Paris 114 rue Marcadet |
| Colombes              | —                     | Géographique : commune d'Île-de-France - Colombes | 1928                                            | 1930         | Colombes                  | 92000 - Colombes (bureau de poste principal) |
| COMbat                | (01 4) 206            | Géographique : lieu-dit - ancienne place du Combat (devenue place du Colonel-Fabien) et quartier du Combat | 1922 (XX/11)                                    | —            | Nord                      | 75019 - 19e arrondissement de Paris 103 à 107 boulevard de la Villette |
| COPernic              | 207                   | Historique : scientifique polonais - Nicolas Copernic (1473-1543) ; ⇒ rue Copernic | 1947                                            | 1954         | Passy                     | 75016 - 16e arrondissement de Paris 29-31 rue des Sablons |
| DAGuerre              | (01 4) 324            | Historique : scientifique français ; chimiste - Louis Daguerre (1787-1851) ; ⇒ place et rue Daguerre, à Bry-sur-Marne | 1960 (20/02)                                    | —            | Daguerre                  | 94000 - Le Perreux-sur-Marne 11 avenue des Rochers |
| DANton                | (01 4) 326            | Historique : homme politique français - Georges Jacques Danton (1759-1794) ; ⇒ rue Danton | 1927                                            | —            | Danton                    | 75005 - 5e arrondissement de Paris 91 boulevard Saint-Michel |
| DAUmesnil             | (01 4) 328            | Historique : militaire français - Pierre Daumesnil (1776-1832) ; ⇒ avenue Daumesnil (à Saint-Mandé) et Lac Daumesnil (au Bois de Vincennes) | 1928                                            | —            | Daumesnil                 | 94000 - Vincennes 3 rue Renon |
| DEFense               | (01 4) 333            | Historique : la défense de Paris en 1870 contre les troupes prussiennes ; ⇒ lieu-dit rond-point de la Défense, à Courbevoie, où fut élevé en 1883 un groupe sculpté commémoratif, d'où le nom donné ultérieurement au quartier de La Défense | 1928                                            | —            | Défense                   | 92000 - Courbevoie 14 boulevard Aristide Briand (bureau de poste principal) |
| DIDerot               | (01 4) 343            | Historique : homme de lettres français ; philosophe - Denis Diderot (1713-1784) ; ⇒ boulevard Diderot | 1922 (19/02)                                    | —            | Diderot                   | 75012 - 12e arrondissement de Paris 187-189 avenue Daumesnil |
| DORian                | (01 4) 307            | Historique : homme politique français - Pierre-Frédéric Dorian (1814-1873) ; ⇒ avenue Dorian | 1932                                            | —            | Diderot                   | 75012 - 12e arrondissement de Paris 187-189 avenue Daumesnil |
| ELYsées               | (01 4) 359            | Géographique : lieu-dit - avenue des Champs-Élysées et quartier des Champs-Élysées ; nom officiel du 8e arrondissement de Paris, qui s'écrit toutefois sans S final ; aucun rapport avec le Palais de l'Élysée (voir note 7) | 1918 (20/02)                                    | —            | Élysées                   | 75008 - 8e arrondissement de Paris 106-108 rue La Boétie |
| ENTrepôt              | (01 4) 368            | Géographique : lieu-dit - rue de l’Entrepôt, à Charenton-le-Pont | 1928                                            | —            | Entrepôt                  | 94000 - Charenton-le-Pont 57 rue de Paris (bureau de poste principal) |
| ETOile                | (01 4) 380            | Géographique : lieu-dit - place de l'Étoile, devenue place Charles-de-Gaulle | 1931                                            | —            | Carnot                    | 75017 - 17e arrondissement de Paris 23 à 27 rue Médéric |
| EURope                | (01 4) 387            | Géographique : continent - Europe ; ⇒ place de l'Europe (Paris) et quartier de l'Europe | 1929                                            | —            | Laborde                   | 75008 - 8e arrondissement de Paris 10 rue de Madrid 11 rue d'Édimbourg |
| FLAndre               | (01 4) 352            | Géographique : région française - Flandre française ; ⇒ avenue de Flandre et quartier du Pont-de-Flandre | 1928                                            | —            | Flandre                   | 93000 - Aubervilliers 9 rue du Docteur Pesqué 6-8 rue Achille Domart (bureau de poste principal) |
| Fleurus               | —                     | Géographique : ville de Belgique - bataille de Fleurus en 1794 ; ⇒ rue de Fleurus | 1914                                            | 1927         | Littré                    | 75006 - 6e arrondissement de Paris 37 rue du Cherche-Midi 60-62 boulevard Raspail |
| FLOrian               | (01 4) 350            | Historique : homme de lettres français ; poète - Jean-Pierre Claris de Florian (1755-1794) ; ⇒ rue Florian, à Sceaux | 1961 (30/09)                                    | —            | Robinson                  | 92000 - Sceaux (Hauts-de-Seine) 75-77 rue Houdan |
| FONtenoy              | (01 4) 306            | Géographique : ville de Belgique - bataille de Fontenoy (Antoing), en 1745 ; ⇒ place de Fontenoy | 1951 inauguré en 1955 (17/12)                   | —            | Ségur                     | 75007 - 7e arrondissement de Paris 55 avenue de Saxe |
| GALvani               | 425                   | Historique : scientifique italien ; physicien et médecin - Luigi Galvani (1737-1798) ; ⇒ rue Galvani | 1925                                            | 1969         | Carnot                    | 75017 - 17e arrondissement de Paris 23 à 27 rue Médéric |
| GAMbetta              | 426 devenu (01 4) 926 | Historique : homme politique français - Léon Gambetta (1838-1882), décédé dans la commune limitrophe de Sèvres ; ⇒ rue Léon Gambetta, à Chaville ; avenue Gambetta, à Sèvres et Ville-d'Avray | 1939                                            | 1956 (16/04) | Gambetta                  | 92000 - Garches |
| Garenne               | —                     | Géographique : commune d'Île-de-France - La Garenne-Colombes | 1928                                            | 1930         | Garenne                   | 92000 - La Garenne-Colombes (bureau de poste principal) |
| Gennevilliers         | —                     | Géographique : commune d'Île-de-France - Gennevilliers | 1928                                            | 1930         | Gennevilliers             | 92000 - Gennevilliers (bureau de poste principal) |
| GLAcière              | 452                   | Géographique : lieu-dit ; ⇒ rue de la Glacière | 1932                                            | 1937         | Gobelins                  | 75005 - 5e arrondissement de Paris 40 boulevard de Port-Royal |
| GOBelins              | 402                   | Historique : industriels français (teinturiers), qui fondèrent la manufacture des Gobelins ; ⇒ avenue des Gobelins ; nom officiel du 13e arrondissement de Paris | 1912 (01/10)                                    | 1969         | Gobelins                  | 75005 - 5e arrondissement de Paris 40 boulevard de Port-Royal |
| GOUnod                | 408                   | Historique : artiste français ; compositeur - Charles Gounod (1818-1893) ; ⇒ rue Gounod, à Saint-Cloud | 1964 (21/01)                                    | 1969         | Molitor                   | 92000 - Boulogne-Billancourt 38 rue Paul Bert (ancien bureau de poste principal) |
| GRAvelle              | 472                   | Géographique : lieu-dit - lac de Gravelle, au Bois de Vincennes | 1928                                            | 1969         | Gravelle                  | 94000 - Saint-Maur-des-Fossés 36 boulevard Rabelais |
| GREsillons            | 473                   | Géographique : lieu-dit - Les Grésillons, à Gennevilliers ; ⇒ avenue des Grésillons, à Asnières-sur-Seine et Gennevilliers | 1928                                            | 1969         | Grésillons                | 92000 - Asnières-sur-Seine 2 rue Ernest Billiet |
| GUTenberg             | 488                   | Historique : imprimeur allemand - Johannes Gutenberg (ca 1400-1468) ; ⇒ ancienne rue Gutenberg | 1912 (01/10)                                    | 1969         | Gutenberg                 | 75001 - 1er arrondissement de Paris 46 bis rue du Louvre 55 rue Jean-Jacques-Rousseau |
| INValides             | 468                   | Géographique : monument - hôtel des Invalides ; ⇒ boulevard des Invalides, place des Invalides, pont des Invalides et quartier des Invalides | 1925                                            | 1969         | Invalides                 | 75007 - 7e arrondissement de Paris 3-5 rue Louis-Codet |
| Issy-les-Moulineaux   | —                     | Géographique : commune d'Île-de-France - Issy-les-Moulineaux | 1928                                            | 1933         | Issy-les-Moulineaux       | 92000 - Issy-les-Moulineaux (bureau de poste principal) |
| ITAlie                | 482                   | Géographique : pays d'Europe - Italie ; ⇒ avenue d'Italie, place d'Italie (Paris) et porte d'Italie | 1928                                            | 1969         | Italie                    | 94000 - Ivry-sur-Seine 17 place Marcel Cachin Transféré 71 avenue Georges Gosnat |
| Ivry                  | —                     | Géographique : commune d'Île-de-France - Ivry-sur-Seine | 1928                                            | 1930         | Ivry                      | 94000 - Ivry-sur-Seine (bureau de poste principal) |
| JASmin                | (01 4) 527            | Historique : homme de lettres français ; poète - Jacques Boé dit Jasmin (poète) (1798-1864) ; ⇒ rue Jasmin | 1932                                            | —            | Auteuil                   | 75016 - 16e arrondissement de Paris 21 rue Jasmin 8 à 14 rue Henri-Heine |
| JUSsieu               | (01 4) 587            | Historique : scientifique français ; botaniste - Antoine-Laurent de Jussieu (1748-1836) ; ⇒ place Jussieu et rue Jussieu (Paris) | 1963 (20/05)                                    | —            | Gobelins                  | 75005 - 5e arrondissement de Paris 40 boulevard de Port-Royal |
| KELlermann            | (01 4) 535            | Historique : militaire français - François-Christophe Kellermann (1735-1820) ; ⇒ boulevard Kellermann | 1957 (13/04)                                    | —            | Gobelins                  | 75005 - 5e arrondissement de Paris 40 boulevard de Port-Royal |
| KLEber                | (01 4) 553            | Historique : militaire français - Jean-Baptiste Kléber (1753-1800) ; ⇒ avenue Kléber | 1927                                            | —            | Passy                     | 75016 - 16e arrondissement de Paris 29-31 rue des Sablons |
| Kremlin               | —                     | Géographique : commune d'Île-de-France - Le Kremlin-Bicêtre | 1928                                            | 1930         | Kremlin                   | 94000 - Le Kremlin-Bicêtre (bureau de poste principal) |
| LABorde               | (01 4) 522            | Historique : homme politique français - Alexandre de Laborde (1773-1842) ; ⇒ rue de Laborde | 1925 (28/01)                                    | —            | Laborde                   | 75008 - 8e arrondissement de Paris 10 rue de Madrid 11 rue d'Édimbourg |
| LAFfitte              | (01 4) 523            | Historique : homme politique français - Jacques Laffitte (1767-1844) ; ⇒ rue Laffitte | 1930 (interruption de 1935 à 1959) 1960         | —            | Provence                  | 75009 - 9e arrondissement de Paris 2 à 10 rue Bergère 15-17 rue du Faubourg-Poissonnière |
| LAMartine             | (01 4) 526            | Historique : homme de lettres et homme politique français - Alphonse de Lamartine (1790-1869) ; ⇒ rue Lamartine | 1933 (interruption de 1937 à 1950) 1951         | —            | Trudaine                  | 75009 - 9e arrondissement de Paris 20 rue de Navarin |
| LAVoisier             | (01 4) 528            | Historique : scientifique français ; chimiste - Antoine Lavoisier (1743-1794) ; ⇒ rue Lavoisier, à Rosny-sous-Bois | 1959 (31/08)                                    | —            | Lavoisier                 | 93000 - Rosny-sous-Bois 37 rue Jules-Ferry (initialement au premier étage du bureau de poste actuel) |
| LECourbe              | (01 4) 532            | Historique : militaire français - Claude Jacques Lecourbe (1759-1815) ; ⇒ rue Lecourbe | 1935                                            | —            | Vaugirard                 | 75015 - 15e arrondissement de Paris 8-10 rue Jobbé-Duval |
| Lilas                 | —                     | Géographique : commune d'Île-de-France - Les Lilas | 1928                                            | 1930         | Lilas                     | 93000 - Les Lilas (bureau de poste principal) |
| LITtré                | (01 4) 548            | Historique : homme de lettres français ; philosophe - Émile Littré (1801-1881) ; ⇒ rue Littré | 1927                                            | —            | Littré                    | 75006 - 6e arrondissement de Paris 37 rue du Cherche-Midi 60-62 boulevard Raspail |
| LONgchamp             | (01 4) 506            | Géographique : monument - hippodrome de Longchamp, au Bois de Boulogne | 1931                                            | —            | Longchamp                 | 92000 - Suresnes 74 rue Carnot |
| LOUvre                | (01 4) 508            | Géographique : monument - palais du Louvre ; ⇒ place du Louvre et (surtout) rue du Louvre ; nom officiel du 1er arrondissement de Paris | 1912 (01/10)                                    | —            | Gutenberg                 | 75001 - 1er arrondissement de Paris 46 bis rue du Louvre 55 rue Jean-Jacques-Rousseau |
| MAC-Mahon             | (01 4) 622            | Historique : homme politique français - Patrice de Mac Mahon (1808-1893) ; ⇒ avenue Mac-Mahon | 1951 inauguré en 1958 (29/11)                   | —            | Carnot                    | 75017 - 17e arrondissement de Paris 23 à 27 rue Médéric |
| MAIllot               | (01 4) 624            | Géographique : lieu-dit - porte Maillot ; ⇒ gare de Neuilly - Porte Maillot | 1928                                            | —            | Maillot                   | 92000 - Neuilly-sur-Seine 4 rue Louis-Philippe (ancien bureau de poste principal) |
| MALmaison             | 625 devenu (01 4) 967 | Géographique : commune d'Île-de-France - Rueil-Malmaison | 1941                                            | 1957 (26/04) | Malmaison, devenu Boileau | 92000 - Rueil-Malmaison 90 rue Pierre Brossolette |
| MANsart               | 626 devenu (01 3) 923 | Historique : architecte français - Jules Hardouin-Mansart (1646-1708) ; ⇒ rue Mansart, à Trappes | 1940                                            | 1957 (26/04) | Mansart                   | 92000 - Rueil-Malmaison 90 rue Pierre Brossolette (central Malmaison) |
| MARcadet              | (01 4) 627            | Géographique : lieu-dit - rue Marcadet | 1912 (fin)                                      | —            | Marcadet                  | 75018 - 18e arrondissement de Paris 266 rue Marcadet |
| MEDéric               | 633                   | Historique : homme politique français (résistant) - Gilbert Médéric-Védy, dit Médéric (1902-1944) ; ⇒ rue Médéric | 1948                                            | 1950         | Carnot                    | 75017 - 17e arrondissement de Paris 23 à 27 rue Médéric |
| MEDicis               | (01 4) 633            | Historique : femme politique française - Marie de Médicis (1575-1642) ; ⇒ rue de Médicis | 1956 inauguré en 1958 (20/12)                   | —            | Danton                    | 75005 - 5e arrondissement de Paris 91 boulevard Saint-Michel |
| MENilmontant          | (01 4) 636            | Géographique : lieu-dit - Ménilmontant (quartier parisien) ; ⇒ boulevard de Ménilmontant, porte de Ménilmontant et rue de Ménilmontant ; nom officiel du 20e arrondissement de Paris | 1926                                            | —            | Menilmontant              | 75020 - 20e arrondissement de Paris 26 rue Sorbier |
| MERmoz                | (01 4) 637            | Historique : aviateur français - Jean Mermoz (1901-1936) ; ⇒ boulevard Jean Mermoz, à Neuilly-sur-Seine | 1959 (26/08) 1961 (04/11)                       | —            | Maillot                   | 92000 - Neuilly-sur-Seine 4 rue Louis-Philippe (ancien bureau de poste principal) |
| MIChelet              | (01 4) 642            | Historique : homme de lettres français ; historien - Jules Michelet (1798-1874) ; ⇒ rue Michelet, à Issy-les-Moulineaux | 1933                                            | —            | Michelet                  | 92000 - Clamart 25 rue Hébert |
| MIRabeau              | (01 4) 647            | Historique : homme politique français - Honoré-Gabriel Riqueti de Mirabeau (1749-1791) ; ⇒ pont Mirabeau et rue Mirabeau | 1950                                            | —            | Auteuil                   | 75016 - 16e arrondissement de Paris 21 rue Jasmin 8 à 14 rue Henri-Heine |
| MOLitor               | (01 4) 605            | Historique : militaire français - Gabriel Jean Joseph Molitor (1770-1849) ; ⇒ porte Molitor et rue Molitor | 1928                                            | —            | Molitor                   | 92000 - Boulogne-Billancourt 38 rue Paul Bert (ancien bureau de poste principal) |
| MONtmartre            | (01 4) 606            | Géographique : commune annexée par Paris en 1860 - Montmartre ; (le boulevard Montmartre, la rue Montmartre et la rue du Faubourg-Montmartre sont géographiquemet distincts) ; nom officiel (Butte-Montmartre) du 18e arrondissement de Paris | 1933                                            | —            | Montmartre                | 75018 - 18e arrondissement de Paris 114 rue Marcadet |
| NATion                | (01 4) 628            | Géographique : lieu-dit - place de la Nation | 1957 (30/11)                                    | —            | Diderot                   | 75012 - 12e arrondissement de Paris 187-189 avenue Daumesnil |
| Noisy-le-Sec          | —                     | Géographique : commune d'Île-de-France - Noisy-le-Sec | 1928                                            | 1933         | Noisy-le-Sec              | 93000 - Noisy-le-Sec (bureau de poste principal) |
| NORd                  | (01 4) 607            | Géographique : monument - proximité de la gare de Paris-Nord | 1912 (01/10)                                    | —            | Nord                      | 75019 - 19e arrondissement de Paris 103 à 107 boulevard de la Villette |
| OBErkampf             | 023                   | Historique : industriel allemand naturalisé français - Christophe-Philippe Oberkampf (1738-1815) ; ⇒ rue Oberkampf | 1931                                            | 1971         | Menilmontant              | 75020 - 20e arrondissement de Paris 26 rue Sorbier |
| OBServatoire          | 027                   | Géographique : monument - observatoire de Meudon, rattaché à l'Observatoire de Paris | 1934                                            | 1979         | Observatoire              | 92000 - Meudon 5 avenue du 11 novembre |
| ODEon                 | 033                   | Géographique : monument - théâtre de l'Odéon ; ⇒ place de l'Odéon, rue de l'Odéon et quartier de l'Odéon | 1929                                            | 1980         | Danton                    | 75005 - 5e arrondissement de Paris 91 boulevard Saint-Michel |
| OPEra                 | 073                   | Géographique : monument - Opéra de Paris ; ⇒ avenue de l'Opéra et place de l'Opéra ; nom officiel du 9e arrondissement de Paris | 1928                                            | 1980         | Anjou                     | 75008 - 8e arrondissement de Paris 11 à 15 rue d'Anjou |
| ORNano                | 076                   | Historique : militaire français - Philippe Antoine d'Ornano (1784-1863) ; ⇒ boulevard Ornano | 1951                                            | 1979         | Montmartre                | 75018 - 18e arrondissement de Paris 114 rue Marcadet |
| Pantin                | —                     | Géographique : commune d'Île-de-France - Pantin | 1928                                            | 1930         | Pantin                    | 93000 - Pantin (bureau de poste principal) |
| PASsy                 | (01 4) 727            | Géographique : commune annexée par Paris en 1860 - Passy (Seine) ; ⇒ pont de Bir-Hakeim (ancien pont de Passy), porte de Passy et rue de Passy ; nom officiel du 16e arrondissement de Paris | 1912 (01/10)                                    | —            | Passy                     | 75016 - 16e arrondissement de Paris 29-31 rue des Sablons |
| PELletan              | (01 4) 735            | Historique : homme politique français - Camille Pelletan (1846-1915) ; ⇒ rue Camille Pelletan, à Montrouge | 1959 (19/12)                                    | —            | Alésia                    | 92000 - Montrouge 13 rue Camille Pelletan |
| PEReire               | (01 4) 737            | Historique : banquiers français - les Frères Pereire ; ⇒ boulevard Pereire, place du Maréchal-Juin (ancienne place Pereire) et gare de Pereire - Levallois | 1928                                            | —            | Pereire                   | 92000 - Levallois-Perret 43 rue Pierre Brossolette |
| PIGalle               | (01 4) 744            | Historique : artiste français ; sculpteur - Jean-Baptiste Pigalle (1714-1785) ; ⇒ place Pigalle, rue Jean-Baptiste-Pigalle et Pigalle (quartier parisien) | 1933                                            | —            | Trudaine                  | 75009 - 9e arrondissement de Paris 20 rue de Navarin |
| PLAine                | (01 4) 752            | Géographique : lieu-dit - la Plaine Saint-Denis | 1928                                            | —            | Plaine                    | 93000 - Saint-Denis (Seine-Saint-Denis) 19 rue des Ursulines |
| POIncaré              | (01 4) 704            | Historique : homme politique français - Raymond Poincaré (1860-1934) ; ⇒ avenue Raymond-Poincaré | 1956 (17/03)                                    | —            | Passy                     | 75016 - 16e arrondissement de Paris 29-31 rue des Sablons |
| POMpadour             | (01 4) 706            | Historique : femme politique française - Madame de Pompadour (1721-1764) ; ⇒ carrefour Pompadour, à Créteil | 1941                                            | —            | Pompadour                 | 94000 - Champigny-sur-Marne 2 bis rue Martelet (avant mai 1960, situé au rez-de-chaussée du bureau de poste principal)                                                                                        |
| Port-à-l'Anglais      | —                     | Géographique : pont suspendu reliant les communes d'Île-de-France d'Alfortville et de Vitry-sur-Seine | 1928                                            | 1930         | Port-à-l'Anglais          | 94000 - Alfortville (bureau de poste principal) |
| PORt-Royal            | (01 4) 707            | Géographique : monument - abbaye de Port-Royal de Paris ; ⇒ boulevard de Port-Royal | 1934                                            | —            | Gobelins                  | 75005 - 5e arrondissement de Paris 40 boulevard de Port-Royal |
| Pré-Saint-Gervais     | —                     | Géographique : commune d'Île-de-France - Le Pré-Saint-Gervais | 1928                                            | 1930         | Pré-Saint-Gervais         | 93000 - Le Pré-Saint-Gervais (bureau de poste principal) |
| PRIncesse             | 774 devenu (01 3) 966 | Historique : l'une des quatre princesses de Conti : - Anne Marie Martinozzi (1637-1672), nièce de Jules Mazarin ; - Marie-Anne de Bourbon (1666-1739), fille de Louis XIV et de Louise de La Vallière ; - Marie-Anne de Bourbon (1689-1720), fille du Grand Conti ; - Louise Élisabeth de Bourbon (1693-1775), petite-fille de Louis XIV et de Madame de Montespan ; ⇒ avenue de la Princesse, au Vésinet | 1951                                            | 1958         | Princesse                 | 78000 - Le Vésinet 27 boulevard Carnot |
| PROvence              | (01 4) 770            | Géographique : ancienne province française - Provence ; ⇒ rue de Provence, ouverte en 1777 en l'honneur de Louis Stanislas Xavier de France, comte de Provence, futur Louis XVIII (1755-1824) | 1926                                            | —            | Provence                  | 75009 - 9e arrondissement de Paris 2 à 10 rue Bergère 15-17 rue du Faubourg-Poissonnière |
| Puteaux               | —                     | Géographique : commune d'Île-de-France - Puteaux | 1928                                            | 1932         | Puteaux                   | 92000 - Puteaux (bureau de poste principal) |
| PYRénées              | (01 4) 797            | Géographique : chaîne de montagnes franco-espagnole - Pyrénées ; ⇒ rue des Pyrénées | 1956                                            | —            | Menilmontant              | 75020 - 20e arrondissement de Paris 26 rue Sorbier |
| RAMeau                | (01 4) 726            | Historique : artiste français ; compositeur - Jean-Philippe Rameau (1683-1764) ; ⇒ rue Rameau, à Villejuif | 1962 (07/04)                                    | —            | Rameau                    | 94000 - Villejuif 22 boulevard Maxime Gorki |
| REDoute               | (01 4) 733            | Géographique : lieu-dit - avenue de la Redoute, à Asnières-sur-Seine | 1961 (16/09)                                    | —            | Grésillons                | 92000 - Asnières-sur-Seine 2 rue Ernest Billiet |
| RENan                 | (01 4) 736            | Historique : homme de lettres français ; philosophe - Ernest Renan (1823-1892) ; ⇒ rue Ernest Renan, à Issy-les-Moulineaux | 1961 (XX/12)                                    | —            | Michelet                  | 92000 - Clamart 25 rue Hébert |
| RIChelieu             | (01 4) 742            | Historique : homme politique français - Armand-Jean du Plessis de Richelieu (1585-1642) ; ⇒ rue de Richelieu | 1925                                            | —            | Anjou                     | 75008 - 8e arrondissement de Paris 11 à 15 rue d'Anjou |
| ROBinson              | (01 4) 702            | Littéraire : la commune du Plessis-Piquet fut renommée Le Plessis-Robinson le 12 novembre 1909, en raison de la guinguette Au Grand Robinson qu'y avait ouverte un restaurateur parisien vers 1840, qui connut une vogue immédiate et durable. L'enseigne s'inspirait du roman Le Robinson suisse de Johann David Wyss, paru en 1813 - histoire d'une famille de naufragés en Indonésie, qui se construit une maison dans les arbres. Cet ouvrage se référait au célèbre Robinson Crusoé de Daniel Defoe, publié en 1719. | 1941                                            | —            | Robinson                  | 92000 - Sceaux (Hauts-de-Seine) 75-77 rue Houdan |
| Romainville           | —                     | Géographique : commune d'Île-de-France - Romainville | 1928                                            | 1930         | Romainville               | 93000 - Romainville (bureau de poste principal) |
| ROQuette              | (01 4) 700            | Géographique : lieu-dit - rue de la Roquette et quartier de la Roquette | 1912 (01/10)                                    | —            | Voltaire                  | 75011 - 11e arrondissement de Paris 97 boulevard Richard-Lenoir 58 boulevard Voltaire |
| SABlons               | (01 4) 722            | Géographique : lieu-dit - plaine des Sablons, à Neuilly-sur-Seine ; ⇒ porte des Sablons | 1947                                            | —            | Maillot                   | 92000 - Neuilly-sur-Seine 4 rue Louis-Philippe (ancien bureau de poste principal) |
| Saxe                  | —                     | Historique : militaire français - Maurice de Saxe (1696-1750) ; ⇒ avenue de Saxe | 1912 (01/10)                                    | 1922 (XX/09) | Ségur                     | 75007 - 7e arrondissement de Paris 55 avenue de Saxe |
| SEBastopol            | 732                   | Géographique : ville de Russie - siège de Sébastopol (1854-1855) ; ⇒ boulevard de Sébastopol | 1956 (05/11)                                    | 1961         | Archives                  | 75003 - 3e arrondissement de Paris 63 rue des Archives 106-108 rue du Temple |
| SEGur                 | (01 4) 734            | Historique : homme politique français - Philippe Henri de Ségur (1724-1801) ; ⇒ avenue de Ségur | 1921 (XX/09)                                    | —            | Ségur                     | 75007 - 7e arrondissement de Paris 55 avenue de Saxe |
| SEVigné               | (01 4) 738            | Historique : femme de lettres française ; épistolière - Madame de Sévigné (1626-1696) ; ⇒ rue de Sévigné, à Villemomble | 1959 (29/10)                                    | —            | Sévigné                   | 93000 - Bondy 27 avenue de la République |
| Sèvres                | —                     | Géographique : commune d'Île-de-France - Sèvres | 1928                                            | 1936         | Sèvres                    | 92000 - Sèvres (bureau de poste principal) |
| SOLférino             | (01 4) 705            | Géographique : village d'Italie - bataille de Solférino, en 1859 ; ⇒ rue de Solférino et passerelle Léopold-Sédar-Senghor (ancien pont de Solférino) | 1951                                            | —            | Invalides                 | 75007 - 7e arrondissement de Paris 3-5 rue Louis-Codet |
| STAde                 | (01 4) 782            | Géographique : monument - stade olympique Yves-du-Manoir, à Colombes ; ⇒ gare du Stade | 1961 (22/03)                                    | —            | Charlebourg               | 92000 - La Garenne-Colombes 72 avenue du Général de Gaulle |
| SUFfren               | (01 4) 783            | Historique : militaire français - Pierre André de Suffren (1729-1788) ; ⇒ avenue de Suffren | 1933                                            | —            | Ségur                     | 75007 - 7e arrondissement de Paris 55 avenue de Saxe |
| Suresnes              | —                     | Géographique : commune d'Île-de-France - Suresnes | 1928                                            | 1931         | Suresnes                  | 92000 - Suresnes (bureau de poste principal) |
| TAItbout              | (01 4) 824            | Historique : officier de justice français - Jean-Baptiste Julien Taitbout (1690-1779) ; ⇒ rue Taitbout | 1931                                            | —            | Provence                  | 75009 - 9e arrondissement de Paris 2 à 10 rue Bergère 15-17 rue du Faubourg-Poissonnière |
| TOUrelle              | (01 4) 808            | Géographique : lieu-dit - villa de la Tourelle à Saint-Mandé (nom dû à la vue sur une tour du château de Vincennes) | 1961 (15/05)                                    | —            | Daumesnil                 | 94000 - Vincennes 3 rue Renon |
| TREmblay              | (01 4) 873            | Géographique : lieu-dit - parc du Tremblay, à Champigny-sur-Marne | 1928                                            | —            | Tremblay                  | 94000 - Nogent-sur-Marne 48 rue du Général Chanzy |
| TRInité               | (01 4) 874            | Géographique : monument - église de la Sainte-Trinité (Paris) ; ⇒ rue de la Trinité et square de la Trinité, devenu square d'Estienne-d'Orves | 1929                                            | —            | Trudaine                  | 75009 - 9e arrondissement de Paris 20 rue de Navarin |
| TROcadéro             | (01 4) 870            | Géographique : fort de Cadix en Espagne - bataille du Trocadéro, en 1823 ; ⇒ place du Trocadéro-et-du-11-Novembre | 1930                                            | —            | Auteuil                   | 75016 - 16e arrondissement de Paris 21 rue Jasmin 8 à 14 rue Henri-Heine |
| TRUdaine              | (01 4) 878            | Historique : homme politique français - Daniel-Charles Trudaine (1703-1769) ; ⇒ avenue Trudaine | 1912 (01/10)                                    | —            | Trudaine                  | 75009 - 9e arrondissement de Paris 20 rue de Navarin |
| TURbigo               | (01 4) 887            | Géographique : ville d'Italie - fait d'armes de Turbigo, en 1859 (la veille de la bataille de Magenta) ; ⇒ rue de Turbigo | 1927                                            | —            | Archives                  | 75003 - 3e arrondissement de Paris 63 rue des Archives 106-108 rue du Temple |
| VAL-d'Or              | (01 4) 825            | Géographique : lieu-dit - rue du Val-d'Or, à Saint-Cloud | 1928 (interruption de 1942 à 1956) 1957 (23/07) | —            | Molitor                   | 92000 - Boulogne-Billancourt 38 rue Paul Bert (ancien bureau de poste principal) |
| Vanves                | —                     | Géographique : commune d'Île-de-France - Vanves | 1928                                            | 1933         | Vanves                    | 92000 - Vanves (bureau de poste principal) |
| VAUgirard             | (01 4) 828            | Géographique : commune annexée par Paris en 1860 - Vaugirard (Seine) ; ⇒ boulevard de Vaugirard et (surtout) rue de Vaugirard ; nom officiel du 15e arrondissement de Paris | 1925                                            | —            | Vaugirard                 | 75015 - 15e arrondissement de Paris 8-10 rue Jobbé-Duval |
| VERsailles            | 837 devenu (01 3) 950 | Géographique : commune d'Île-de-France - Versailles | 1939                                            | 1959         | Versailles                | 78000 - Versailles 2 impasse des Gendarmes |
| VICtor                | (01 4) 842            | Historique : militaire français - Claude-Victor Perrin (1764-1841) ; ⇒ boulevard Victor | 1963 (07/03)                                    | —            | Vaugirard                 | 75015 - 15e arrondissement de Paris 8-10 rue Jobbé-Duval |
| VILlette              | (01 4) 845            | Géographique : commune annexée par Paris en 1860 - La Villette (Seine) ; ⇒ boulevard de la Villette, porte de la Villette et quartier de la Villette | 1930                                            | —            | Villette                  | 93000 - Pantin 231 avenue Jean Lolive |
| Vitry                 | —                     | Géographique : commune d'Île-de-France - Vitry-sur-Seine | 1928                                            | 1930         | Vitry                     | 94000 - Vitry-sur-Seine (bureau de poste principal) |
| VOLtaire              | (01 4) 805            | Historique : homme de lettres français ; philosophe - François-Marie Arouet dit Voltaire (1694-1778) ; ⇒ boulevard Voltaire | 1935                                            | —            | Voltaire                  | 75011 - 11e arrondissement de Paris 97 boulevard Richard-Lenoir 58 boulevard Voltaire |
| WAGram                | 924                   | Géographique : village d'Autriche - bataille de Wagram, en 1809 ; ⇒ avenue de Wagram et place de Wagram | 1912 (01/10)                                    | 1980         | Carnot                    | 75017 - 17e arrondissement de Paris 23 à 27 rue Médéric |

## Anecdotes

### Vie quotidienne

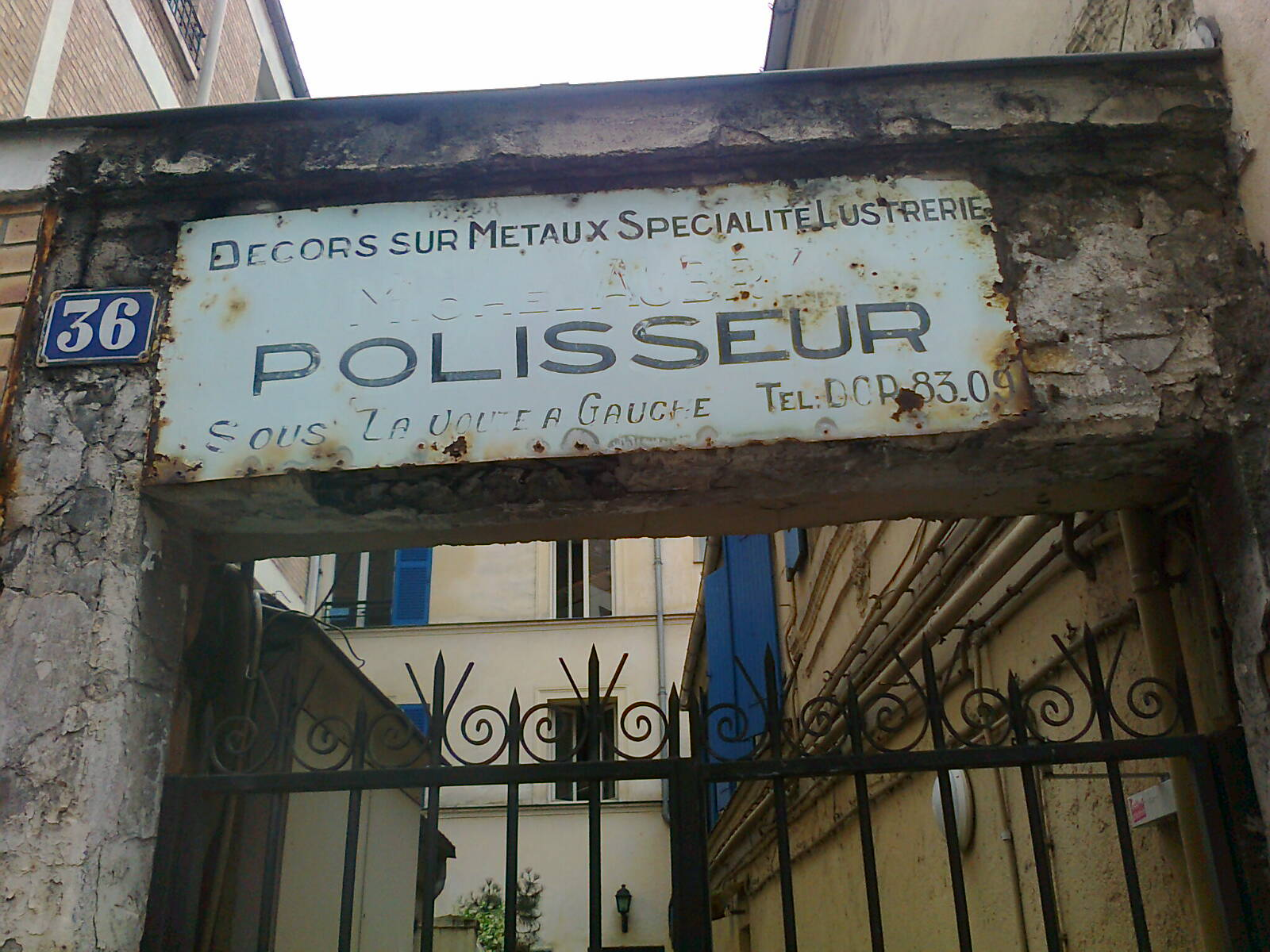
Grille d'entrée 36 rue de Montreuil (Paris 11e). Juillet 2012. Cette plaque métallique a disparu en 2016 lors du ravalement de la façade.

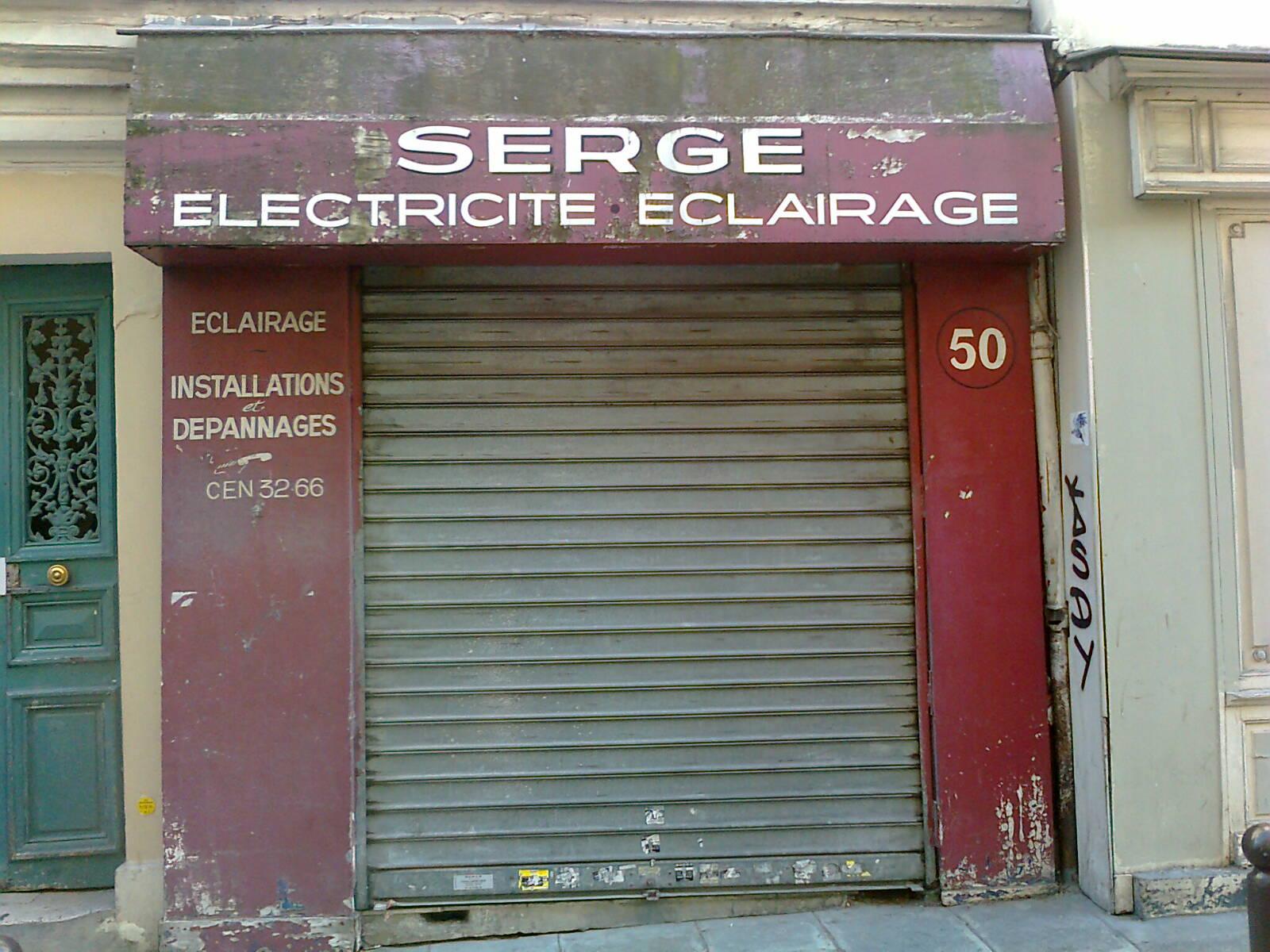
Façade de boutique 50 rue Beauregard (Paris 2e). Juillet 2012.

Les indicatifs téléphoniques littéraux font partie intégrante de la vie parisienne et participent même, à leur façon, d'un certain folklore.

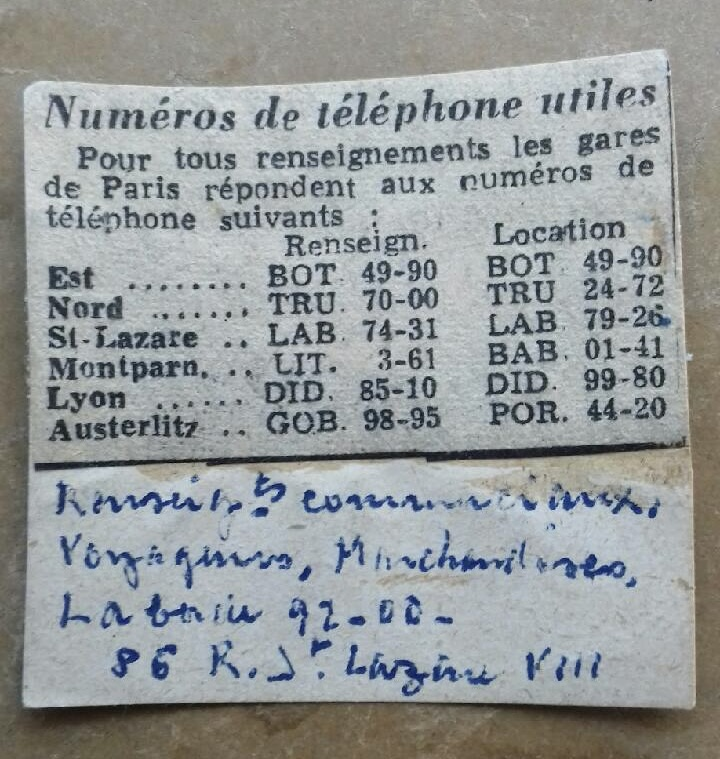
Numéros de téléphone des gares parisiennes. Années 1950.

Au cinéma, le refrain Jean Mineur Publicité - Balzac 00.01, alors entendu avant et après les actualités, martèle avec entrain le numéro de téléphone de la célèbre agence.
Un autre numéro, longtemps ancré dans la mémoire collective, est celui de l'Horloge parlante, qui donne l'heure d'une voix mécanique, depuis février 1933, à Odéon 84.00.
La société SVP, spécialisée dans les renseignements en tout genre, est joignable à SVP 11 11.
Moins connu, le numéro abrégé INF 1, créé au milieu des années 1950, donne les informations quotidiennes (dernières nouvelles politiques et sportives, résultats des courses, prévisions météorologiques) de 7 heures à minuit.
Jusqu'au début des années 1980, un promoteur immobilier fait diffuser à la radio des spots publicitaires où une voix féminine chante allègrement Jacques Ribourel, Alma 00.90.

### Littérature
La plupart des romans et nouvelles que Georges Simenon consacre au commissaire Maigret se déroulent dans le Paris des années 1930 à 1960. D'anciens indicatifs téléphoniques y  apparaissent, tels Élysée (sic) 17-62 (numéro du colonel Dormoy, dans L'Ombre chinoise (1932 - fin du 6e chapitre - Quarante de fièvre) ou Carnot 22-35 (numéro de Pierre Eyrot dit Pierrot, dans Maigret se trompe (1953 - début du 2e chapitre).
Dans Le Clan des Siciliens d'Auguste Le Breton (1967), la tenancière du bar cite le numéro de téléphone de la brigade anti-gang : Turbigo 92.00 (fin du 7e chapitre).
La quatrième de couverture des Combattants du petit bonheur (1977) indique qu'un appel téléphonique à GOBelins 38-44 permettra d'entendre Alphonse Boudard en personne présenter une œuvre qui raconte « comment un jeune garçon apprend le goût de l'indépendance, et le courage que cette passion réclame entre les années 1938 et 1944 ».

### Music-hall
Sous Albert Lebrun, l'humoriste Augustin Martini ironise férocement, au cabaret La Lune rousse, sur le numéro de téléphone de la présidence de la République : Elysées 00.00.
En 1956, l'humoriste Christian Méry (né Filippini) met en scène, dans son sketch Le taxiphone, un Corse peu averti tout juste arrivé à Paris. Dans une cabine téléphonique, après maints tâtonnements, l'insulaire omet le préfixe TRU, qu'il ne comprend pas, et ne compose que les quatre chiffres du numéro...

### Théâtre
Dans la pièce Le père Noël est une ordure créée en 1979 par la troupe du Splendid, le numéro de téléphone où joindre un bénévole de l'association parisienne Détresse Amitié est GUR.SI.XO ou 487.74.90 (minute 1 de la pièce). Les auteurs ont repris, de façon burlesque, le principe des anciens indicatifs littéraux, aboli depuis plus de 15 ans mais encore présent dans les mémoires. Ils l'étendent même au numéro tout entier et forgent un nom fantaisiste. On apprend plus tard (minute 14 de la pièce) que le local de l'association se situe 10 rue des Lombards (4e arrondissement). C'était précisément l'adresse où jouait le Splendid depuis 1974. Le préfixe fictif GUR/487 semble une contraction de GUTenberg/488 (indicatif alors supprimé, qui desservait naguère le 1er arrondissement voisin) et de TURbigo/887 (le numéro de téléphone du théâtre était 887.33.82).
Dans la pièce écrite par Robert Lamoureux La brune que voilà, jouée par lui en 1970, le numéro de téléphone Trudaine 12.83 est cité à deux reprises.

### Cinéma et télévision
Dans plusieurs films anciens ayant pour cadre Paris ou sa proche banlieue, un numéro de téléphone est cité ou - plus rarement - inscrit.
Par contre, le film Monsieur Verdoux, réalisé en 1947 par Charlie Chaplin, présente une invraisemblance. À la minute 29, Henri Verdoux (Charlie Chaplin) demande à l'opératrice téléphonique de lui passer la Bourse de Paris et énonce le numéro Réaumur 65.72. L'indicatif RÉAumur n'a jamais existé. Le Palais de la Bourse est alors joignable par une batterie de numéros en CENtral, GUTenberg ou LOUvre. Le quartier est aussi desservi par l'indicatif RIChelieu.
Dans le film Peur sur la ville, réalisé par Henri Verneuil en 1975 : une victime, Nora Elmer (Lea Massari), résidant à Courbevoie cherche le numéro du commissariat d'arrondissement. Le gardien d'immeuble (Roger Riffard) lui indique DEFense 44-52, numéro que l'on trouvera d'ailleurs écrit sur la pancarte dudit commissariat. 
- KLEber 63-85 : Numéro de téléphone du notaire et ami du banquier Duchêne dans le film MONSIEUR de Jean-Paul Le Chanois (1964).
- DANton 84-20 : numéro prétendument appartenir au préfet de Paris, qu'Antoine Maréchal (Jean-Paul Belmondo) allègue à Muriel (Mylène Demongeot) dans le film Tendre Voyou.
- MOLitor 09-10 : numéro peint sur la vitre de la cabine téléphonique dans le café où se réunissent Antoine Maréchal (Jean-Paul Belmondo) et Bob (Jean-Pierre Marielle) dans le film Tendre Voyou.

### Chansons
En 1964, dans sa chanson Allô Maillot 38-37, Frank Alamo joue sur les mots, de façon amusante et inattendue, entre un numéro de téléphone et la taille d'un vêtement féminin.

Dans la chanson W 454 de 1976, Michel Sardou chante ainsi : 
« Pour lui téléphoner on faisait Turbigo,

Louvre, Élysées, Balzac ou bien Trocadéro. »

### Journalisme
En avril 1932, le journaliste  Henri Fabre fait paraître, dans l'hebdomadaire d'inspiration libertaire Les Hommes du jour qu'il a fondé en 1908, une apostrophe restée célèbre de son confrère Henri Jeanson au préfet de police Jean Chiappe. Intitulé Little flic Quiappe, préfet sur talonnettes, le papier se termine par ce post-scriptum : « Lorsque j'ai déménagé, j'ai envoyé à M. Quiappe la carte suivante : Henri Jeanson, 14, rue de la Fontaine, Auteuil 33-12. Et j'ai ajouté de ma main sur cette carte : Pour tous renseignements s'adresser à la concierge. Au cas où, selon sa louable habitude, M. Quiappe voudrait, soit mettre de la coco dans mes poches, soit me compromettre dans j'ignore quelle affaire, il sait où me trouver : 14, rue La Fontaine, 2e étage à droite. La sonnette fonctionne. »

## Postérité

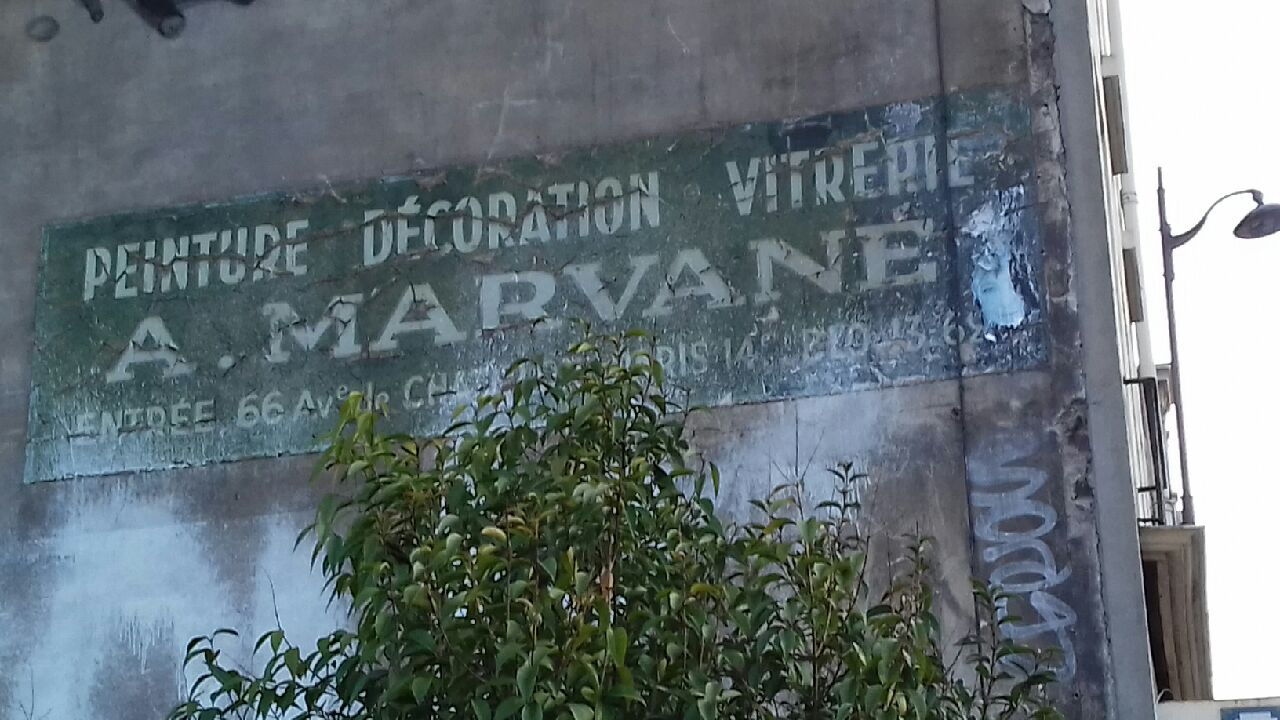
Publicité peinte 71 rue des Plantes (Paris 14e). Mars 2019. Cette inscription a disparu en 2020 lors du ravalement de la façade.

Que reste-t-il des indicatifs téléphoniques littéraux parisiens ? Bien peu de choses...

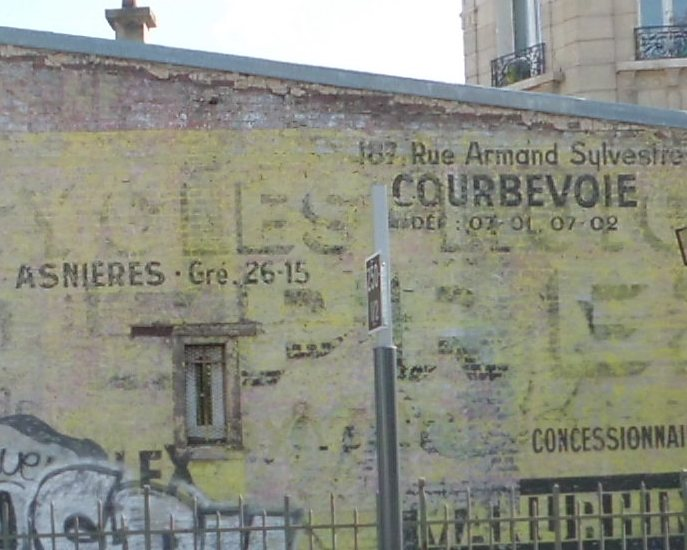
Publicité peinte vue depuis un quai de la gare d'Asnières (Hauts-de-Seine). Juin 2013.

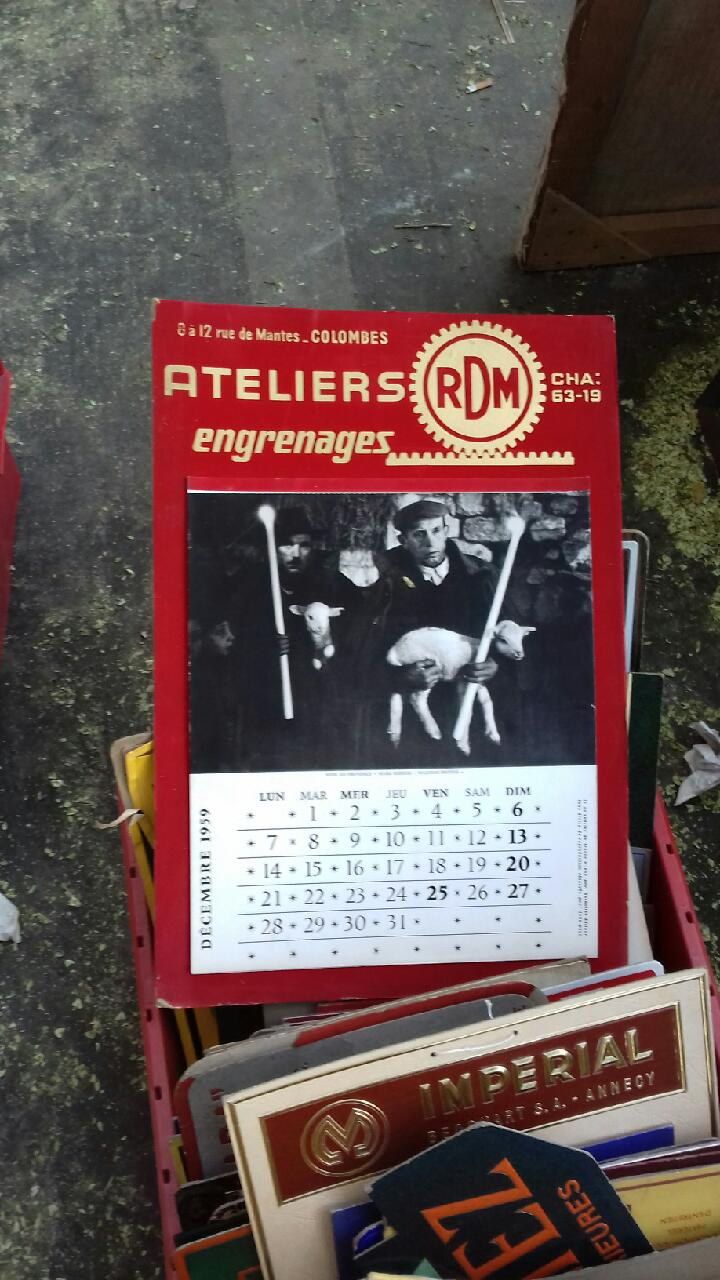
Calendrier mural de 1959. Brocante parisienne. Août 2020.

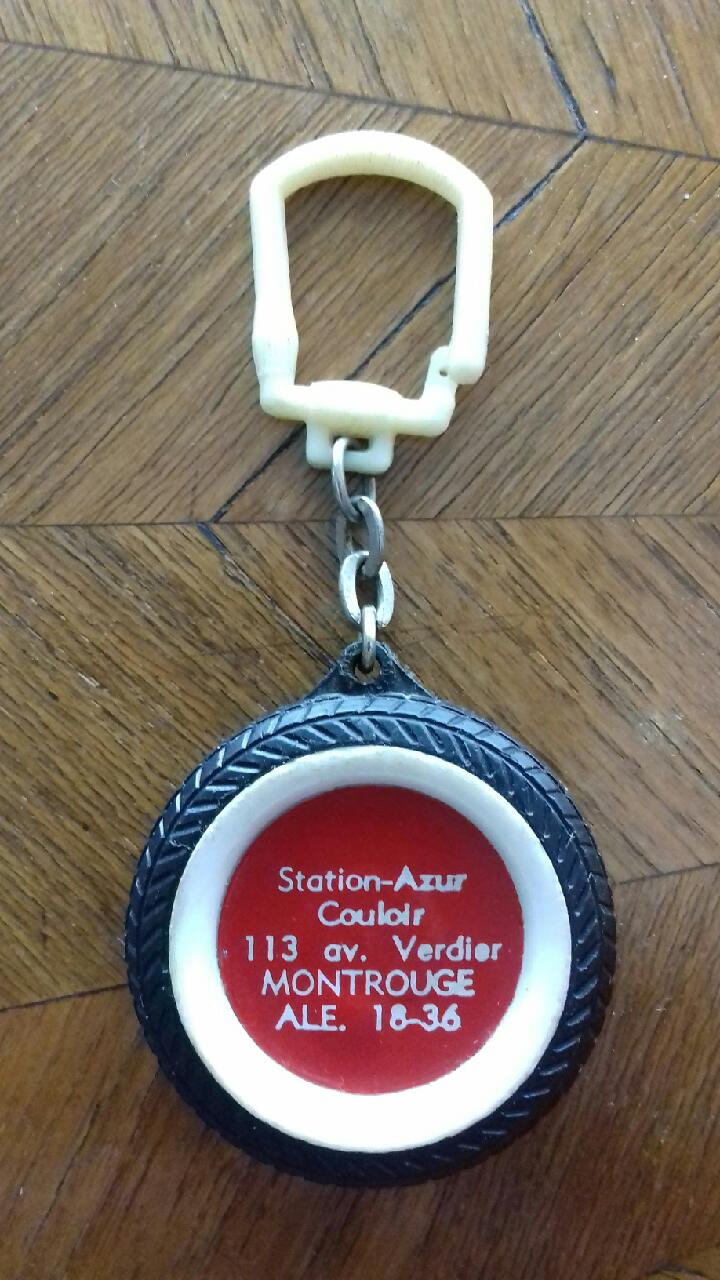
Porte-clefs des années 1960.

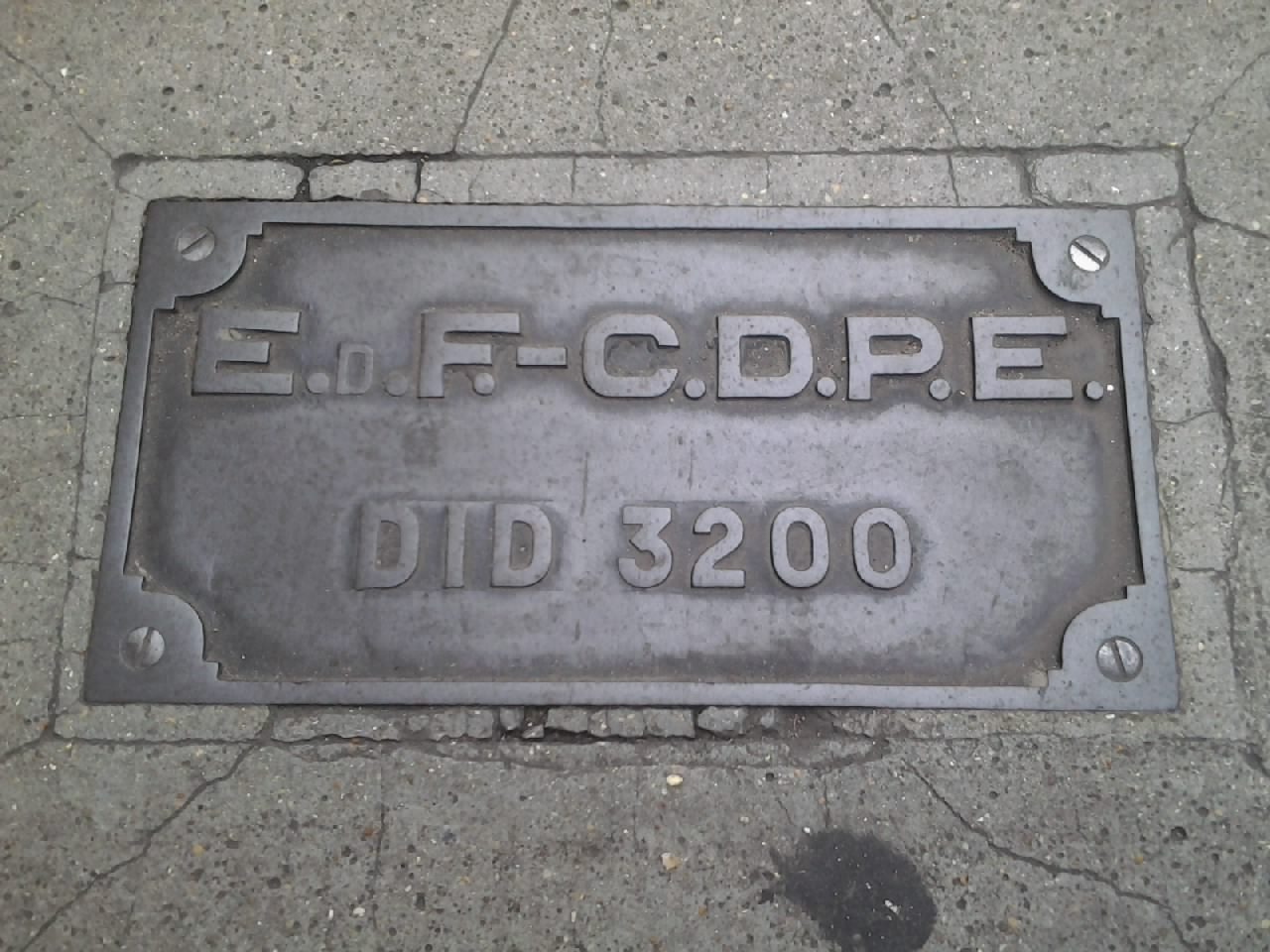
Plaque de trottoir de la CPDE (Compagnie parisienne de distribution d'électricité). Angle rue des Boulets et boulevard Voltaire (Paris 11e).
Avril 2017.

Seuls les adultes nés avant 1960 les ont connus ou pratiqués. Aujourd'hui, lequel d'entre eux a conscience d'un ancien Balzac en voyant s'afficher, sur son téléphone portable 4G, un numéro commençant par 01 42 25 ? Quant aux plus jeunes, beaucoup assimilent l'époque des indicatifs littéraux à la période antérieure aux années 1930 lorsque, faute de système automatique, il fallait transiter par une opératrice.
Dans les foires aux vieux papiers, on trouve encore des documents édités avant 1964 qui font apparaître des numéros téléphoniques de jadis, notamment dans les encarts publicitaires. Il en va de même de certains porte-clefs publicitaires du début des années 1960, dont la vogue culmina précisément lorsque les numéros de téléphone de la région parisienne devinrent tout en chiffres. Mais la trace des indicatifs littéraux a presque totalement disparu de l'espace public. Passage de cinq décennies oblige, inscriptions des vieilles devantures de boutiques et anciennes publicités peintes sont devenues rarissimes. Lorsqu'elles ont survécu aux ravalements, elles sont souvent en mauvais état : les intempéries, l'abandon, les affichages ou les graffiti les rendent difficilement lisibles.

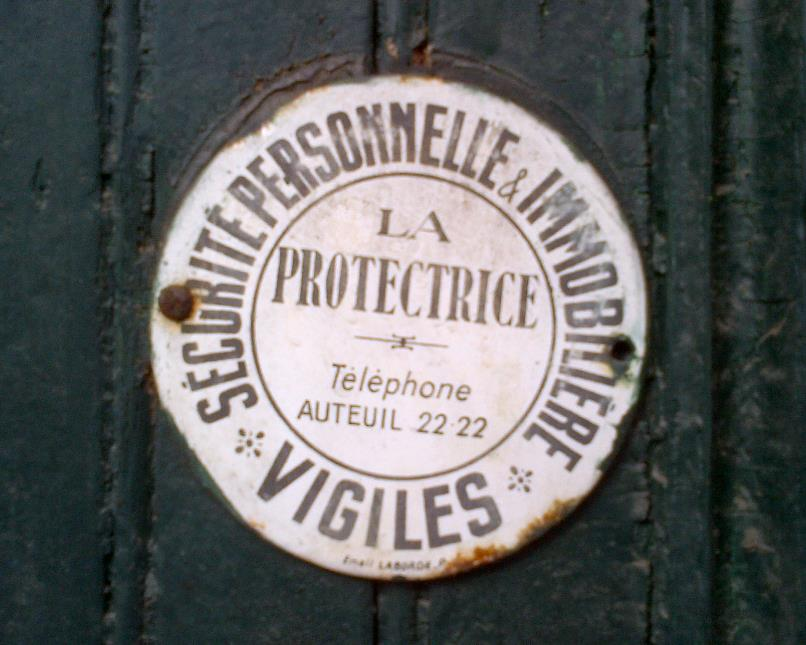
Plaque émaillée d'une ancienne société de surveillance. Chatou (Yvelines). Octobre 2015.

Par contre, le passant attentif, curieux des vestiges du passé, découvrira encore, çà et là, des numéros alphanumériques gravés sur les plaques de trottoir en fonte du réseau électrique. Mais leur nécessaire entretien en diminue peu à peu le nombre.
Plus rares encore sont les plaques émaillées apposées jadis, par des sociétés de surveillance, sur la façade des immeubles dont elles assuraient le gardiennage. Certaines comportent un numéro de téléphone.
On observe une survivance de la numérotation téléphonique littérale dans l'actuelle appellation des nœuds de raccordement d'abonnés (NRA) de la société Orange (ex France Télécom), formée de 3 lettres abréviatives suivies des 2 chiffres du département, tels :
| NRA   | NOM           | DÉPARTEMENT            | COMMUNE       |
| ----- | ------------- | ---------------------- | ------------- |
| JEM75 | Jemmapes      | 75 - Paris - 10e       | Paris         |
| FBL77 | Fontainebleau | 77 - Seine-et-Marne    | Fontainebleau |
| VER78 | Versailles    | 78 - Yvelines          | Versailles    |
| ETA91 | Étampes       | 91 - Essonne           | Étampes       |
| NAN92 | Nanterre      | 92 - Hauts-de-Seine    | Nanterre      |
| BNY93 | Bobigny       | 93 - Seine-Saint-Denis | Bobigny       |
| CRE94 | Créteil       | 94 - Val-de-Marne      | Créteil       |
| ISA95 | L'Isle-Adam   | 95 - Val-d'Oise        | L'Isle-Adam   |

Comme jadis, certains noms peuvent prêter à humour...
Témoins d'une époque révolue, les indicatifs téléphoniques littéraux attestent un mode de communication involontairement poétique et nécessitant une gymnastique intellectuelle, balayé par le besoin de modernisation des trente Glorieuses.